# Alexandre, o Grande
Alexandre III da Macedônia (português brasileiro) ou Macedónia (português europeu) (20/21 de julho de 356 a.C. – 10 de junho de 323 a.C.), comumente conhecido como Alexandre, o Grande ou Alexandre Magno (em grego clássico: Ἀλέξανδρος ὁ Μέγας; romaniz.: Aléxandros ho Mégas), foi rei (basileu) do reino grego antigo da Macedônia e um membro da dinastia argéada. Nascido em Pela em 356 a.C., o jovem príncipe sucedeu a seu pai, o rei Filipe II, no trono com vinte anos de idade. Ele passou a maior parte de seus anos no poder em uma série de campanhas militares sem precedentes através da Ásia e nordeste da África. Até os trinta anos havia criado um dos maiores impérios do mundo antigo, que se estendia da Grécia para o Egito e ao noroeste da Índia. Morreu invicto em batalhas e é considerado um dos comandantes militares mais bem-sucedidos da história.
Durante sua juventude, Alexandre foi orientado pelo filósofo Aristóteles até os 16 anos. Depois que Filipe foi assassinado em 336 a.C., Alexandre sucedeu a seu pai no trono e herdou um reino forte e um exército experiente. Havia sido premiado com o generalato da Grécia e usou essa autoridade para lançar o projeto pan-helênico de seu pai liderando os gregos na conquista da Pérsia. Em 334 a.C., invadiu o Império Aquemênida, governando a Ásia Menor, e começou uma série de campanhas que durou dez anos. Quebrou o poder da Pérsia em uma série de batalhas decisivas, mais notavelmente as batalhas de Isso e Gaugamela. Em seguida, derrubou o rei persa Dario III e conquistou a Pérsia em sua totalidade. Nesse ponto, seu império se estendia do mar Adriático ao rio Indo.
Buscando alcançar os "confins do mundo e do Grande Mar Exterior", invadiu a Índia em 326 a.C., mas foi forçado a voltar pela demanda de suas tropas. Alexandre morreu na Babilônia em 323 a.C., a cidade que planejava estabelecer como sua capital, sem executar uma série de campanhas planejadas que teria começado com uma invasão da Arábia. Nos anos seguintes à sua morte, uma série de guerras civis rasgou seu império em pedaços, resultando em vários estados governados pelos diádocos, sobreviventes e herdeiros generais de Alexandre.
Seu legado inclui a difusão cultural que suas conquistas geraram, como o greco-budismo. Fundou cerca de vinte cidades que levavam o seu nome, principalmente Alexandria, no Egito. Seus assentamentos de colonos gregos e a propagação resultante da cultura grega no leste resultou em uma nova civilização helenística, aspectos que ainda eram evidentes nas tradições do Império Bizantino em meados do século XV e a presença de oradores gregos na região central e noroeste da Anatólia até à década de 1920. Alexandre tornou-se lendário como um herói clássico no molde de Aquiles, aparecendo com destaque na história e mito grego e culturas não gregas. Tornou-se a medida contra a qual os líderes militares se compararam, e academias militares em todo o mundo ainda ensinam suas táticas. É muitas vezes classificado entre as pessoas mais influentes do mundo em todos os tempos, junto com seu professor Aristóteles.

## Começo da vida

### Linhagem e infância

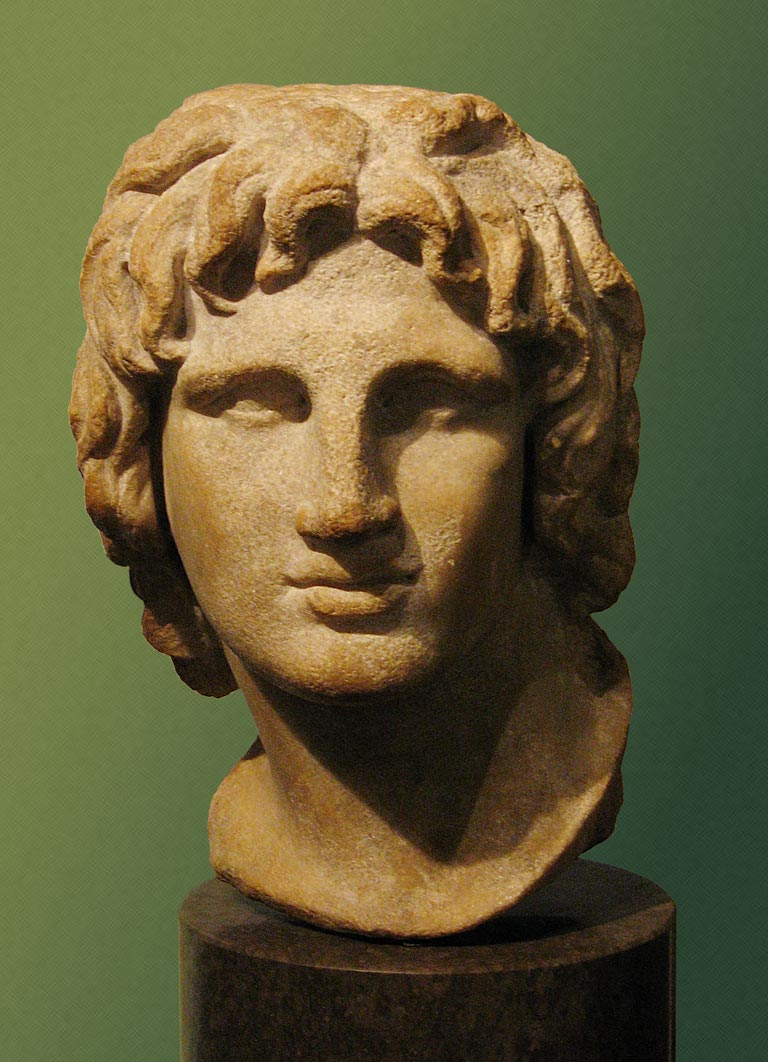
Alexandre Magno, quando jovem.
Busto do período helenístico
Museu Britânico

Alexandre nasceu na cidade de Pela, capital do Reino da Macedônia, no sexto dia do mês hecatombeu do antigo calendário grego, o que provavelmente corresponde a 20 de julho de 356 a.C., apesar da data exata ainda não ser sabida com certeza. Era filho do rei Filipe II e de sua quarta esposa, Olímpia, filha do rei Neoptólemo I do Epiro. Apesar de Filipe ter sete ou oito esposas, Olímpia foi sua esposa principal por muito tempo, provavelmente devido ao fato dela ter sido aquela que lhe deu um filho homem.
Muitas lendas envolvem o nascimento e infância de Alexandre. De acordo com o biógrafo grego Plutarco, Olímpia, na noite da consumação do seu casamento com Filipe, sonhou que seu útero fora atingido por um raio. É dito que Filipe, em um sonho um tempo após o casamento, viu-se segurando o útero de sua esposa marcando-o com um selo gravado com uma imagem de leão. Plutarco deu várias interpretações a este sonho: talvez que Olímpia estivesse grávida antes do casamento, indicado pelo selo gravado em seu útero; ou que Alexandre fosse filho do deus Zeus. Analistas antigos dizem que uma ambiciosa Olímpia pode ter propagado a história da origem divina de Alexandre ou talvez ela dispensasse essa sugestão como ímpia.
No dia que Alexandre nasceu, Filipe estava preparando um cerco à cidade de Potideia, na península de Calcídica. No mesmo dia, Filipe recebeu notícias que o seu general Parménio tinha derrotado os exércitos combinados da Ilíria e da Peônia, e também que seu cavalo havia vencido uma competição nos Jogos Olímpicos. Também é dito que, neste dia, o Templo de Ártemis, em Éfeso, uma das sete maravilhas do mundo antigo, havia sido queimado. Isso levou Hegésias de Magnésia a dizer que o incêndio tinha ocorrido porque Ártemis estava longe, testemunhando o nascimento de Alexandre. Tais lendas podem ter surgido após Alexandre ter se tornado rei e possivelmente foram instigadas pelo próprio para mostrar que era um super-humano e destinado à grandeza desde sua concepção.
Nos seus primeiros anos de vida Alexandre foi criado por uma enfermeira, Lanice, irmã do futuro general Clito. Mais adiante na sua infância, Alexandre foi tutorado pelo rígido Leônidas de Epiro, um parente de sua mãe, e por Lisímaco, um general de Filipe. Alexandre foi criado como todos os jovens nobres macedônios, aprendendo a lutar, a ler, a tocar lira, a cavalgar e a caçar.

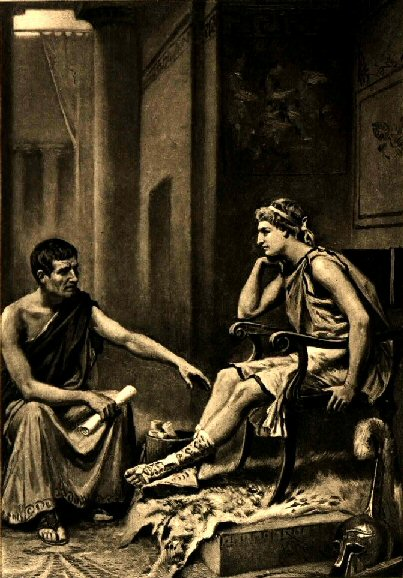
Aristóteles ensinando Alexandre.
Por Jean Leon Gerome Ferris

Quando Alexandre tinha dez anos de idade um comerciante da Tessália trouxe um cavalo a Filipe, que procurou vender por treze talentos. O cavalo se recusava a ser montado e Filipe o dispensou. Alexandre, contudo, percebendo que o cavalo parecia ter medo da própria sombra, afirmou que poderia domar o animal, o que posteriormente conseguiu. Plutarco afirmou que Filipe ficou exacerbado pela coragem e ambição do filho, o beijou firmemente e declarou: "Meu filho, você deve encontrar um reino grande o suficiente para a sua ambição. A Macedônia é pequena demais para você". Ele acabou comprando o cavalo para o garoto. Alexandre deu ao animal o nome Bucéfalo, que significa "cabeça de boi". Bucéfalo tornou-se o cavalo principal de Alexandre, acompanhando-o até suas campanhas na Índia. Quando o animal morreu (devido à idade avançada, de acordo com Plutarco, aos 30 anos), nomeou uma cidade com seu nome, Bucéfala.

### Adolescência e educação
Quando Alexandre tinha treze anos, Filipe começou a buscar um tutor para seu filho e considerou acadêmicos como Isócrates e Espeusipo, sendo que este último queria o cargo. No final, Filipe escolheu Aristóteles e lhe ofereceu o Templo das Ninfas em Mieza para ser usado como sala de aula. Em retorno por educar seu filho, Filipe concordou em reconstruir a cidade natal de Aristóteles, Estagira, que o próprio Filipe havia destruído. Ele a repovoaria, libertaria seus cidadãos que haviam sido escravizados e perdoaria os que estavam no exílio.
Mieza era como um colégio interno para Alexandre e os filhos de outros nobres macedônios que o acompanharam, como Ptolemeu, Heféstio e Cassandro. Muitos destes outros estudantes acabaram se tornando amigos de Alexandre e mais tarde se tornariam generais em seu exército. Aristóteles ensinou a Alexandre e seus companheiros sobre medicina, filosofia, moral, religião, lógica e arte. Sob sua tutela, Alexandre desenvolveu muito interesse pelo autor Homero, em particular com a obra Ilíada; Aristóteles lhe deu uma cópia deste livro, que Alexandre levava em suas campanhas.

## Herdeiro do trono

### Regência e ascensão da Macedônia

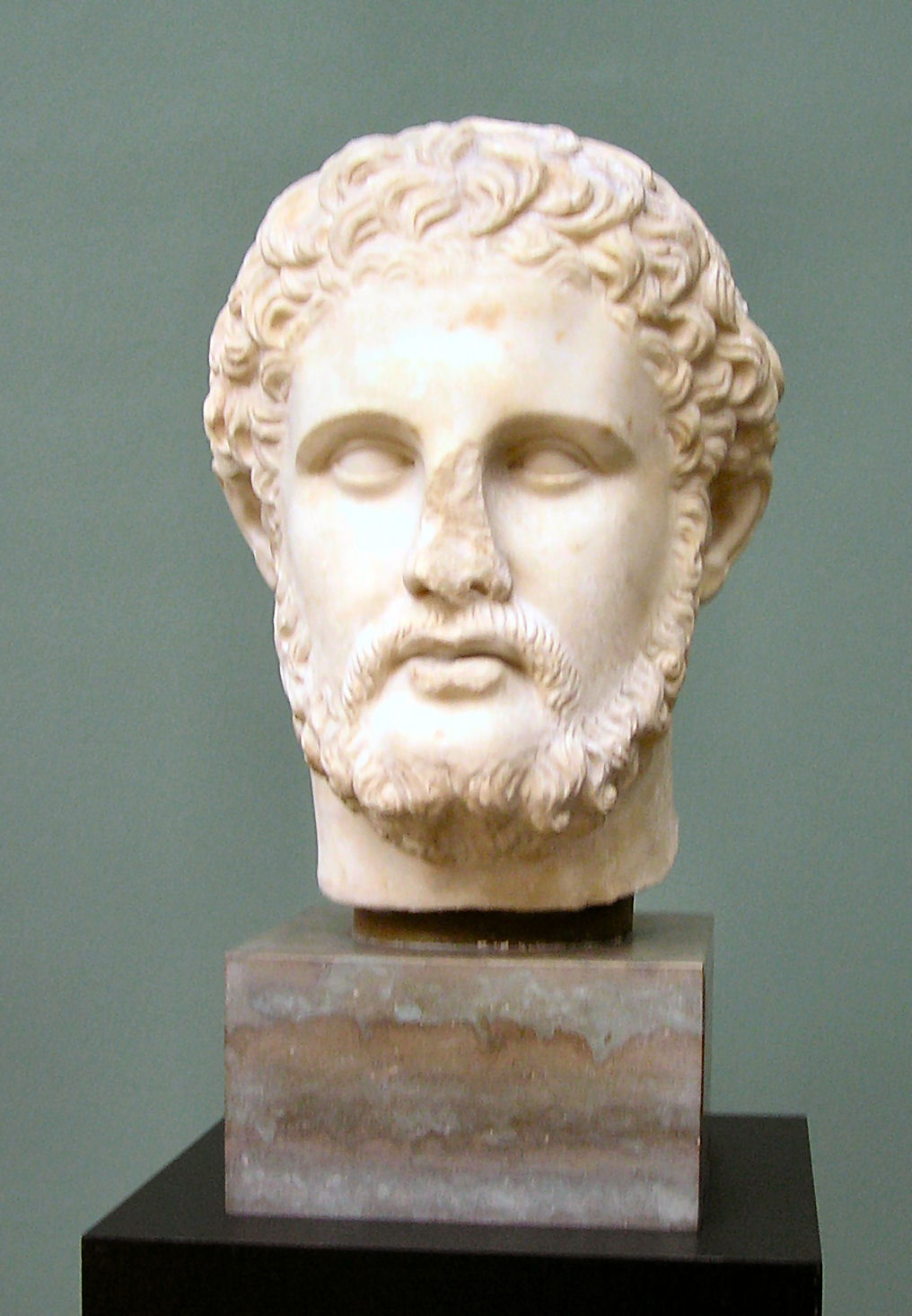
, pai de Alexandre.
Gliptoteca Ny Carlsberg, Copenhague

Aos 16 anos de idade a educação de Alexandre sob Aristóteles acabou. Filipe então foi para a guerra contra Bizâncio, deixando Alexandre como regente do seu reino e herdeiro aparente. Na ausência de Filipe, os medos trácios se revoltaram contra a Macedônia. Alexandre respondeu rápido, expulsando-os dos seus territórios. Ele recolonizou a região com gregos e fundou uma cidade chamada Alexandrópolis.
Quando Filipe retornou, enviou Alexandre e uma pequena força de combate para subjugar uma revolta no sul da Trácia. Logo depois, durante uma campanha contra outros gregos na cidade de Perinto (atual Marmara Ereğlisi), Alexandre teria salvado a vida do seu pai. Enquanto isso, a cidade de Anfissa começou a trabalhar em terras que eram consagradas a Apolo, próximo de Delfos, um sacrilégio que deu a Filipe a oportunidade de mais uma vez interferir em assuntos gregos. Ainda ocupado na Trácia, ordenou a Alexandre que reunisse um exército para uma campanha no sul da Grécia. Preocupado que os estados gregos percebessem e interviessem, Alexandre fez parecer que se estava preparando para atacar a Ilíria. Nesse meio tempo, de fato, os ilírios invadiram a Macedônia, mas foram facilmente repelidos por Alexandre.
Filipe e seu exército se reuniram com Alexandre em 338 a.C., e juntos marcharam para Termópilas, onde derrotaram uma pequena mas obstinada resistência de homens de Tebas. Eles depois avançaram e ocuparam Elateia. Alguns dias depois marcharam sobre Atenas e Tebas. Os atenienses, liderados por Demóstenes, decidiram se aliar aos tebanos contra a Macedônia. Embaixadores atenienses e de Filipe tentaram ganhar o favor de Tebas, mas preferiram ficar do lado de Atenas. Filipe marchou então até Anfissa (ostensivamente agindo sobre o pedido do Anfictionia), capturando mercenários enviados por Demóstenes e aceitando a rendição desta cidade. Retornou então para Elateia, enviando uma oferta final de paz para Atenas e Tebas, mas foi rejeitado.

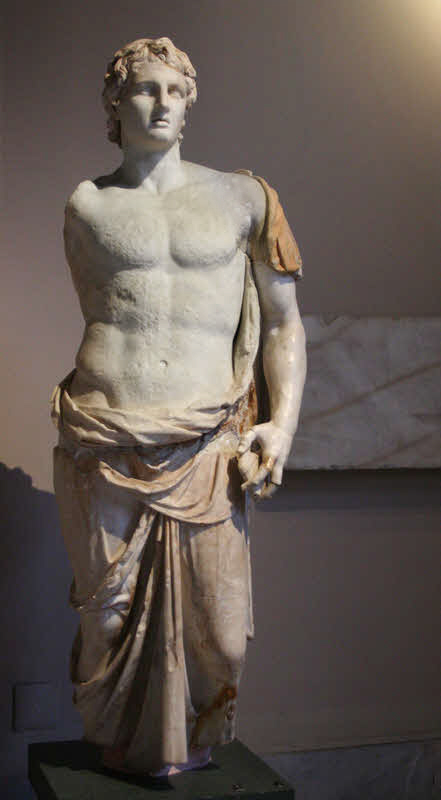
Alexandre.
Estátua nos Museus Arqueológicos de Istambul

Enquanto Filipe marchava rumo a sul, seus oponentes o bloquearam próximo a Queroneia, na Beócia. Na subsequente batalha de Queroneia, Filipe comandou a ala direita dos exércitos macedônios e Alexandre ficou no flanco esquerdo, acompanhado de alguns dos melhores generais do reino. De acordo com fontes antigas, a luta foi intensa. Filipe recuou propositadamente, forçando os hoplitas atenienses a segui-lo, abrindo assim uma brecha em suas linhas. Alexandre então quebrou a formação do exército de Tebas, seguido pelos generais de Filipe. Com a coesão do inimigo quebrada, Filipe ordenou que suas tropas avançassem. Com os atenienses perdidos, os tebanos foram cercados e derrotados.
Depois da vitória em Queroneia, Filipe e Alexandre marcharam sem oposição pelo Peloponeso, sendo bem recebidos pelas cidades; contudo, quando se aproximaram de Esparta, foram recusados, mas decidiram não partir para a guerra. Em Corinto, Filipe estabeleceu a "Aliança Helênica" (moldada igualmente como a aliança antiPérsia durante as Guerras Greco-Persas), que incluía quase todas as cidades-estado gregas, excluindo Esparta. Filipe foi então proclamado hegemon (que pode ser traduzido como "Comandante Supremo") da Liga (conhecida pelos historiadores modernos como a Liga de Corinto), e anunciou seus planos de invadir o Império Persa.

### Exílio e retorno
Filipe se casou novamente quando retornou para Pela, desta vez com uma mulher chamada Cleópatra Eurídice, sobrinha do general Átalo. O casamento fez da posição de Alexandre como herdeiro menos segura já que qualquer filho homem que Eurídice e Filipe tivessem seria um macedônio puro, enquanto Alexandre era apenas meio macedônio (sua mãe, Olímpia, era de Epiro). Durante o banquete de casamento, Átalo ficou bêbado e começou a gritar pedindo aos deuses que aquela união produzisse um herdeiro legítimo.
No casamento de Cleópatra, com quem Filipe havia se apaixonado e casado, ela sendo jovem demais para ele, seu tio Átalo, bêbado, desejou que os macedônios rezassem aos deuses para lhes dar um sucessor legítimo para o seu reino através de Eurídice. Isso irritou muito Alexandre, que jogou sua caneca na cabeça de Átalo e berrou: "Seu vilão, o que eu sou então? Um bastardo?" Então Filipe, tomando partido de Átalo, se ergueu e correu na direção do filho, mas cheio demais de ira ou muito bêbado, acabou tropeçando, e caiu no chão. Alexandre então o insultou: "Vejam! Este é o homem que faz as preparações de passar da Europa para a Ásia, não passa de um assento para o outro."— Plutarco descrevendo o que aconteceu no casamento.
Alexandre fugiu da Macedônia junto com a mãe, deixando-a com seu irmão, o rei Alexandre I de Epiro, em Dodona, capital dos molossos. Ele continuou fugindo até a Ilíria, onde foi aceito como convidado pelo rei local, apesar de tê-lo derrotado em batalha anos antes. Contudo, Filipe nunca teve a intenção de deserdar o seu político e militarmente treinado filho. Seis meses depois, com a mediação de Demarato, os dois fizeram as pazes e Alexandre retornou para casa.
No ano seguinte, o sátrapa (governador) de Cária, em Pixodaro, ofereceu a mão de sua filha ao meio-irmão de Alexandre, Filipe Arrideu. Olímpia e vários amigos de Alexandre sugeriram então que isso mostrava que Filipe II iria fazer de Arrideu seu herdeiro. Alexandre reagiu enviando um ator, Téssalo, até Corinto, para dizer a Pixodaro que ele não deveria oferecer sua filha a um ilegítimo, mas deveria o fazer a Alexandre. Quando Filipe ouviu isso, parou as negociações e repreendeu Alexandre por querer se casar com a filha de Cária, afirmando que ele queria uma noiva melhor para ele. Filipe exilou quatro amigos de Alexandre, Hárpalo, Nearco, Ptolemeu e Erígio.

## Rei da Macedônia

### Ascensão

Reino da Macedônia,

No verão de 336 a.C., enquanto estava em Egas num casamento da sua filha Cleópatra com o irmão de Olímpia, Alexandre I de Epiro, Filipe foi morto por Pausânias, o próprio capitão de sua guarda. Enquanto Pausânias tentava fugir, ele tropeçou e foi morto por seus perseguidores, incluindo dois companheiros de Alexandre, Pérdicas e Leonato. Alexandre foi então proclamado rei pelos nobres macedônios e pelo exército. Tinha ele apenas vinte anos de idade.

### Consolidação do poder
Agora Alexandre III, o novo rei começou seu governo eliminando potenciais rivais ao trono. Ele mandou executar seu primo, Amintas IV. Também ordenou a morte de dois príncipes macedônios de Lincéstida, mas poupou um terceiro, Alexandre de Lincéstida. Olímpia mandou queimar vivas Cleópatra Eurídice e sua filha com Filipe, a criança Europa. Quando Alexandre descobriu o que sua mãe fez, ficou furioso. Contudo, ele teve que mandar executar Átalo, tio de Eurídice, que comandava a vanguarda do exército na Ásia Menor.

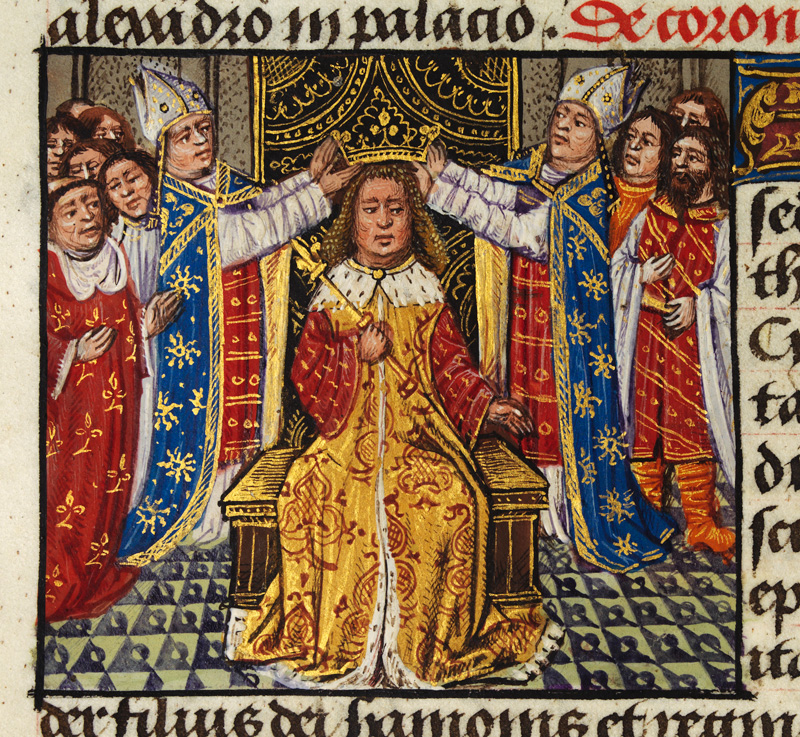
Coroação de Alexandre.
Romance do século XV

Átalo, naquela altura, estava negociando com Demóstenes sobre a possibilidade de desertar para Atenas. Ele constantemente insultava Alexandre e depois da morte de Cleópatra, Alexandre deve ter considerado-o perigoso demais para viver. O rei poupou Arrideu, que afirmavam ser mentalmente incapaz na época, possivelmente como resultado do envenenamento feito por Olímpia.
A notícia da morte de Filipe fez com que várias cidades gregas se revoltassem contra a Macedônia, incluindo Tebas, Atenas, Tessália e diversas tribos trácias ao norte da fronteira macedônia. Quando notícias das revoltas chegaram a Alexandre, ele respondeu rapidamente. Apesar de ser aconselhado a usar diplomacia, Alexandre reuniu 3 000 cavaleiros e marchou rumo a Tessália. Ele encontrou o exército tessálio em uma passagem entre o monte Olimpo e o monte Ossa, e ordenou que seus homens marchassem para o monte Ossa. Quando os tessalianos acordaram, encontraram Alexandre na sua retaguarda e decidiram se render, comprometendo suas forças ao rei. Ele continuou rumo ao sul, seguindo até o Peloponeso.
Alexandre parou nas Termópilas, onde foi reconhecido como líder da Liga Anfictionia antes de seguir até Corinto. Atenas decidiu pedir a paz e Alexandre os perdoou. O famoso encontro entre Alexandre e Diógenes de Sinope ocorreu enquanto esses estavam em Corinto. Quando Alexandre perguntou a Diógenes o que ele poderia fazer por si, o filósofo pediu desdenhosamente a Alexandre que se afastasse um pouco, já que estava bloqueando a luz do sol. Alexandre gostou da resposta, e teria dito "mas, na verdade, se eu não fosse Alexandre, eu seria Diógenes". Em Corinto, assim como seu pai, foi nomeado hegemon ("Líder Supremo") da Grécia para a luta contra a Pérsia. Enquanto estava lá recebeu notícias de uma nova rebelião na Trácia.

### Campanha na península Balcânica
Antes de partir para a Ásia para enfrentar os persas, Alexandre queria garantir a segurança de suas fronteiras no norte. Na primavera de 335 a.C., foi reprimir várias revoltas. Começando em Anfípolis, viajou para o leste para enfrentar os trácios e, no monte Hemo, o exército macedônio atacou e derrotou as forças trácias na região. As tropas de Alexandre então se lançaram sobre Tribálios, derrotando os exércitos locais as margens do rio Ligino. Alexandre então marchou por três dias sobre o Danúbio, encontrando tribos trácias de Getas. Ele não teve muita dificuldade em sobrepujá-las.
Notícias então chegaram a Alexandre que Clito, então rei da Ilíria, e Gláucias, líder da Confederação dos Taulâncios, também estavam em revolta. Marchou então até a Ilíria, derrotando todas as forças inimigas no caminho e botando os rebeldes em retirada. Assim a fronteira norte estava segura.
Enquanto Alexandre lutava no norte, os tebanos e atenienses mais uma vez se revoltaram. Alexandre marchou para o sul novamente. Outras cidades gregas decidiram hesitar, mas Tebas se precipitou em batalha. Sua resistência foi, contudo, ineficaz, e Alexandre destruiu a cidade e queimou todas as regiões vizinhas. Muitas pessoas morreram e outras milhares foram escravizadas. Atenas e outras cidades gregas, impressionadas e assustadas, buscaram a paz com a Macedônia. Com a Grécia novamente firme sob seu controle, Alexandre voltou sua atenção para a Ásia. Ele deixou seu general Antípatro como regente.

## Conquista do Império Persa
"A juventude de Pela, da Macedônia e os povos da Grécia [...] juntem-se aos seus soldados e confiai-vos a mim, para que nos movamos contra os bárbaros e nos libertemos da submissão persa, já que como gregos nós não devemos ser escravos de bárbaros."Original (em português): Historia Alexandri Magni— Alexandre o Grande (em português)

### Ásia Menor

O império de Alexandre, o Grande.

A 334 a.C., o exército de Alexandre cruzou o Helesponto com aproximadamente 48 100 soldados de infantaria, 6 100 na cavalaria e uma frota de 120 navios com tripulação de 38 000 homens. Estes combatentes eram, em sua maioria, macedônios, mas também tinham milhares de gregos de diversas cidades-estado, mercenários e tropas conseguidas da Trácia, Peônia e Ilíria. Ele mostrou aos seus homens sua determinação de conquistar a Pérsia ao fincar sua lança em solo asiático e afirmar que aceitaria a Ásia como um presente dos deuses. Isso também mostrava sua vontade de lutar, ao contraste da preferência por diplomacia de seu pai.
O primeiro grande confronto com os persas aconteceu na batalha do Grânico, a 24 de Daisios (8 de abril de 334 a.C.). Alexandre derrotou seus adversários e aceitou a rendição de Sárdis, a capital da província local. Ele então prosseguiu pela costa de Jônia, garantindo a autonomia das cidades da região. A cidade de Mileto, principal foco de resistência persa, foi cercada e conquistada. Indo mais a sul, estava Halicarnasso, em Cária, onde um prolongado cerco foi feito. Alexandre forçou a rendição das tropas persas, capturando o líder mercenário local, forçando assim a fuga do sátrapa de Cária, Orontobates. Alexandre deixou no poder na região uma membra da dinastia hecatômnia, Ada, que o adotou.
De Halicarnasso, Alexandre foi até as montanhas da Lícia e as planícies de Panfília, assumindo o controle das cidades costeiras da Ásia Menor, negando aos persas o uso destas como base para sua marinha. De Panfília e da costa, Alexandre moveu-se terra adentro. Em Termesso, avançou sobre a cidade de Pisídia. Na antiga cidade de Górdio, Alexandre "desfez" o até então insolúvel nó górdio, uma façanha que dizem esperar o futuro "rei da Ásia". De acordo com a história, Alexandre disse que não importava como o nó era desfeito e apenas o destruiu com sua espada.

### A região do Levante e a Síria

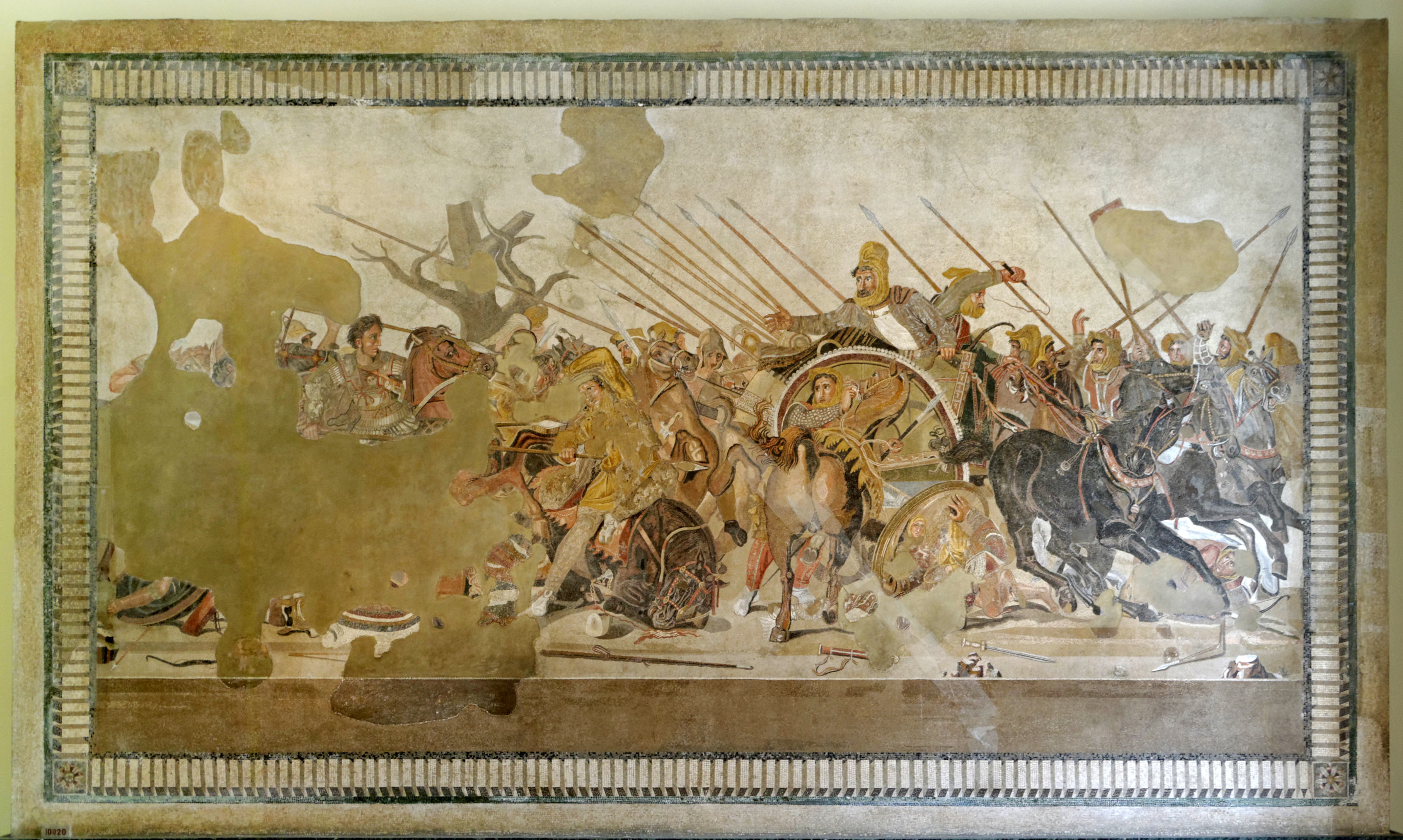
Batalha de Isso.
Mosaico do Museu Arqueológico Nacional de Nápoles

Na primavera de 333 a.C., Alexandre cruzou de Tauro até à Cilícia. Após uma pausa devido a uma doença, marchou até a Síria. Dario III trouxe um novo exército, bem maior, e flanqueou os macedônios, forçando Alexandre a recuar de volta a Cilícia. Os dois se enfrentaram na Batalha de Isso, que resultou em uma importante vitória para Alexandre. Dario fugiu às pressas, levando ao colapso de suas forças, deixando para trás uma enorme quantidade de tesouros, sua esposa, suas duas filhas e sua mãe Sisigambis. O rei persa então propôs um tratado de paz que incluía a entrega aos macedônios de todos os territórios que eles já haviam conquistado e um resgate de 10 000 talentos por sua família. Alexandre respondeu que agora era o rei da Ásia e que apenas ele decidiria as divisões territoriais.
Alexandre prosseguiu para conquistar a Síria e a costa da região do Levante. No ano seguinte, precisamente a 332 a.C., cercou a cidade de Tiro (atualmente no Líbano), e após um prolongado e difícil sítio forçou a submissão da região. Alexandre não mostrou piedade com a cidade, matando todos os homens em idade militar e vendendo as mulheres e crianças como escravos.

### Egito

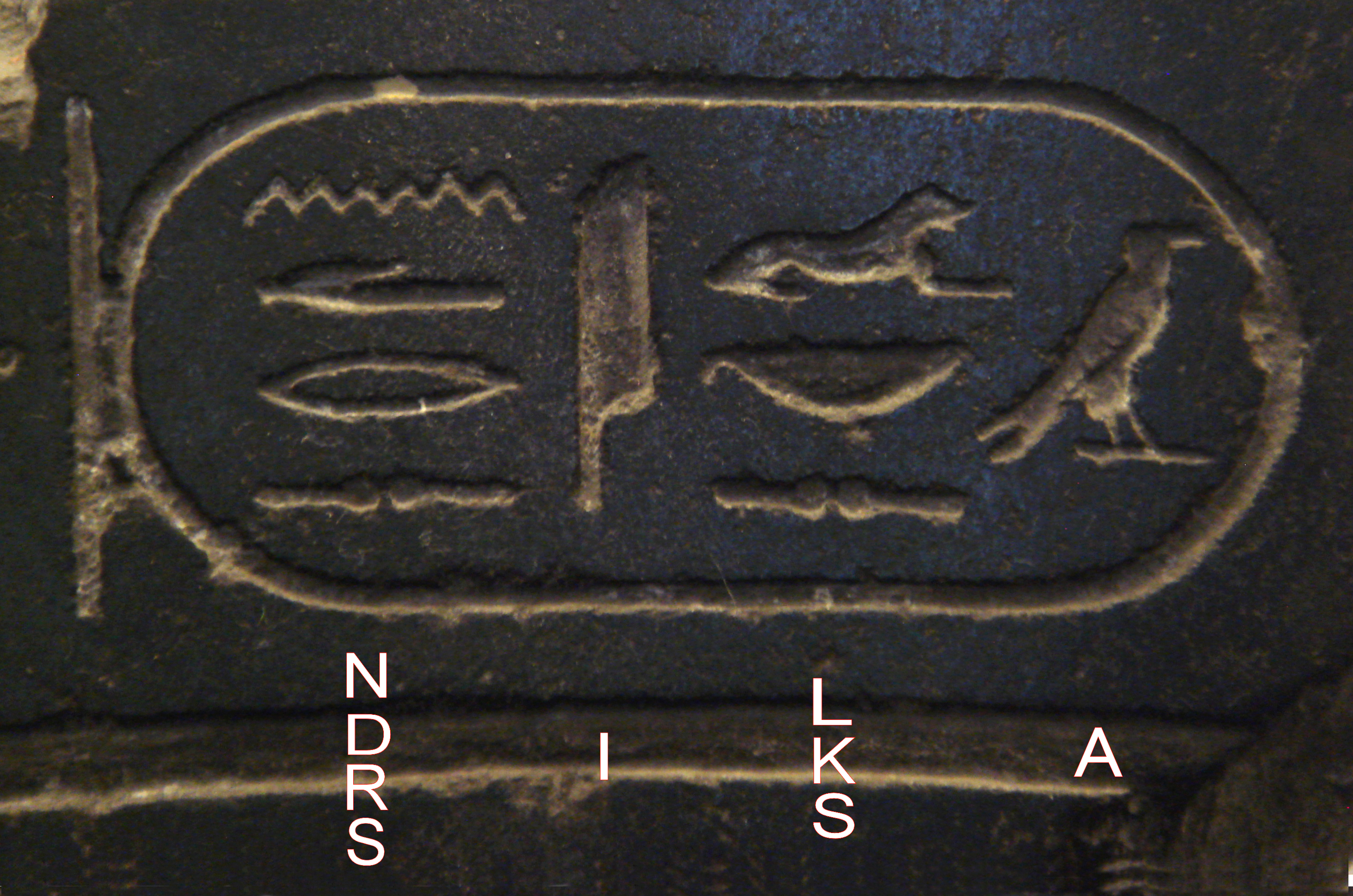
Nome de Alexandre o Grande escrito em hieróglifo egípcios (escrito da direita para esquerda).
Cerca de, Museu do Louvre

Após esmagar a resistência persa em Tiro, a maioria das cidades na linha costeira até o Egito rendeu-se rapidamente. Uma história notória foi reportada quando os macedônios entraram em Jerusalém: de acordo com Josefo, foi mostrado a Alexandre uma profecia do Livro de Daniel, presumidamente no capítulo 8, que descrevia um poderoso rei grego que conquistaria o Império Persa. Ele poupou Jerusalém da destruição e avançou rumo ao Egito. O avanço na região não foi calmo, com Alexandre enfrentando resistência por parte da cidade de Gaza. O local era fortificado e construído perto de montanhas. Os macedônios cercaram a cidade. Os defensores resistiram mas tiveram de ceder após sofrerem pesadas baixas. Durante a batalha, Alexandre foi ferido. Assim como em Tiro, as forças de Alexandre massacraram incontáveis civis e venderam milhares de outros como escravos.
Alexandre entrou no Egito ao fim de 332 a.C., onde foi saudado como libertador pela população local. Ele foi proclamado como filho da divindade Amom pelo Oráculo de Siuá, em território que ficava no antigo deserto da Líbia. Mais adiante, Alexandre passou a ser chamado de filho de Zeus-Amom e após sua morte continuou a ser tratado como uma divindade. Durante sua estadia no Egito, fundou a cidade de Alexandria, que viria a ser um dos centros urbanos mais prósperos da antiguidade e capital do Egito Ptolemaico.

### Assíria e a Babilônia
Com o Egito sob seu controle, Alexandre partiu, em 331 a.C., em direção à Mesopotâmia (atual Iraque), o coração do Império Persa. Lá uma vez mais confrontou Dario na crucial batalha de Gaugamela. Novamente, mesmo em menor número, se saiu vitorioso e destruiu o exército inimigo. Dario, assim como fez após outras derrotas sofridas diante de Alexandre, fugiu em desespero. A cidade da Babilônia, capital do império, abriu seus portões para os macedônios (para evitar ser destruída). Alexandre e seus homens adentraram nos seus muros e ocuparam os palácios de Dario.
O rei persa havia fugido e Alexandre o perseguiu, indo até Arbela. Gaugamela acabou se tornando a batalha decisiva da campanha na Pérsia. O governo de Dario entrou em colapso e ele não conseguiu levantar um exército novamente. O antigo rei persa fugiu para Ecbátana (atual Hamadã).

### A Pérsia

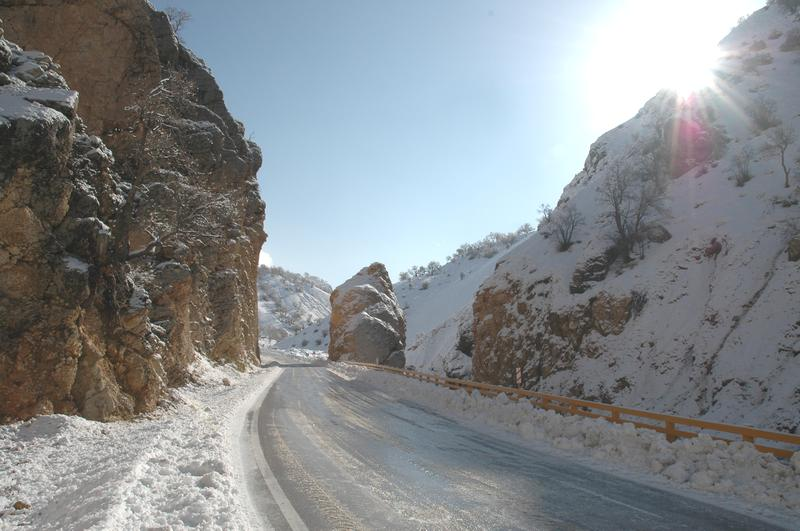
Local do Portão Persa; a estrada foi construída na década de 1990.

Após conquistar a Babilônia, Alexandre foi para a cidade de Susa, uma das capitais do Império Aquemênida (Pérsia), e capturou seus lendários tesouros. Ele então enviou o grosso do seu exército até Persépolis, usando a Estrada Real Persa. O próprio Alexandre ficou na vanguarda, levando um grupo de soldados e atravessou os Portões Persas (nas cordilheira de Zagros), que eram defendidos por uma tropa comandada pelo sátrapa Ariobarzanes. Alexandre rapidamente superou estas defesas e avançou cidade adentro em Persépolis, saqueando os seus tesouros.
Em Persépolis, Alexandre deu permissão para que seus soldados saqueassem a cidade e tomassem espólios pessoais. Alexandre ficou na cidade por cinco meses. Durante sua estadia, um incêndio começou no palácio leste de Xerxes I que se espalhou pela cidade. Não se sabe se foi deliberado ou um acidente de um bêbado. Para alguns foi um ato de vingança pela queima da Acrópole de Atenas durante a Segunda Guerra Greco-Persa.

### Queda do Império Persa e o leste

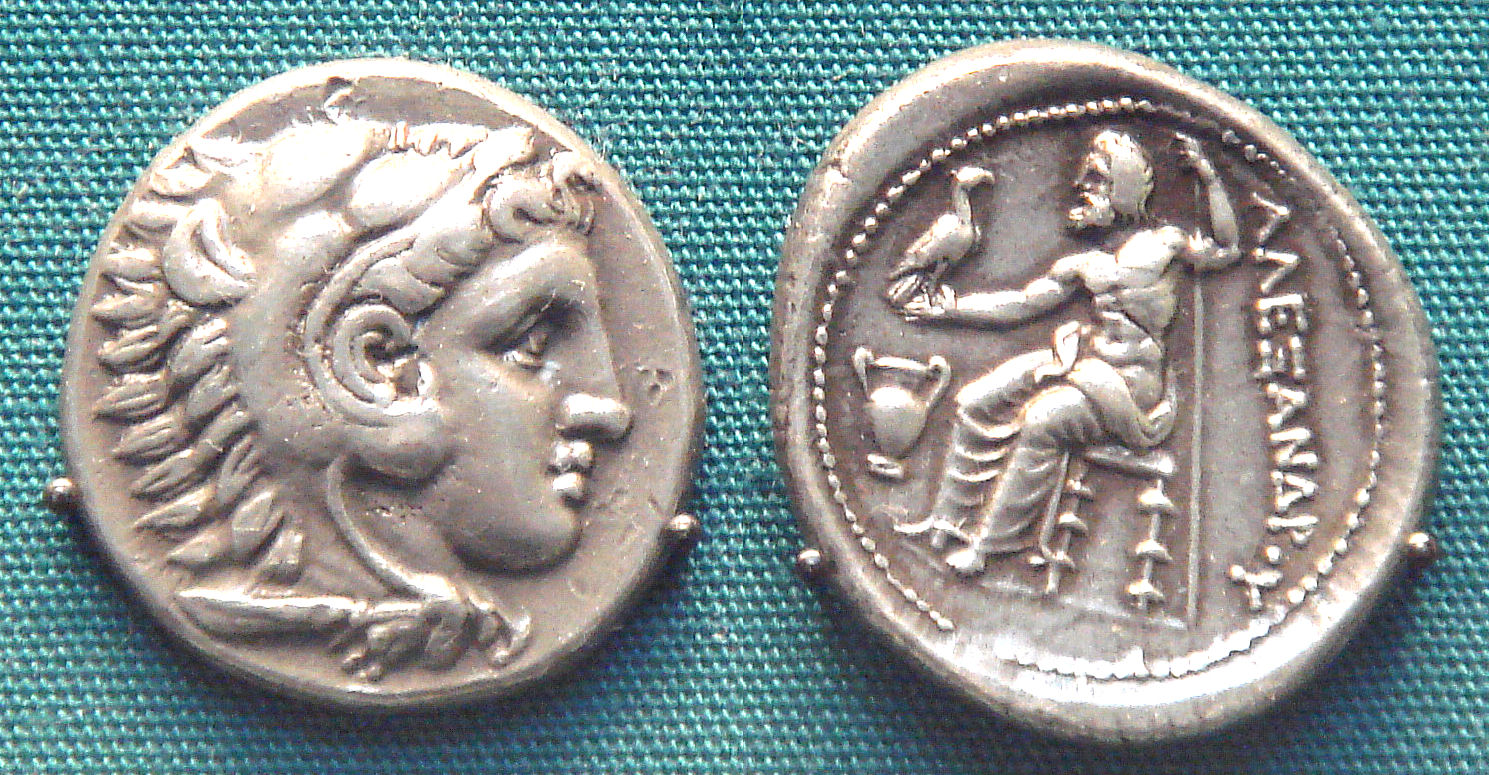
Alexandre com a touca de leão de Héracles.
Moeda de prata Museu Britânico

Alexandre continuou sua perseguição implacável a Dario, indo até Medo e a Pártia. Contudo, o rei persa já não controlava mais o seu destino, sendo feito prisioneiro pelo general Besso, que era o sátrapa de Báctria e um dos seus comandantes mais confiáveis. Quando Alexandre se aproximou, Besso matou Dario e se proclamou seu sucessor, com o nome de Artaxerxes V, antes de recuar até a Ásia Central com o intuito de começar uma campanha de guerrilha contra Alexandre.
Alexandre enterrou o corpo de Dario e lhe deu um funeral digno. Ele afirmou que Dario, no seu leito de morte, o nomeou seu sucessor para o trono persa. A morte de Dario é considerada o evento final do Império Aquemênida.
Alexandre viu Besso como um usurpador e partiu em sua perseguição. Sua campanha, inicialmente apenas contra Besso, se tornou uma grande aventura pela Ásia Central. Alexandre sufocou qualquer resistência que via pela frente. No caminho, fundou cidades, chamando-as de Alexandria também, incluindo a moderna Candaar no Afeganistão e Alexandria Escate no Tajiquistão. A campanha levou Alexandre e seu exército até o extremo da região de Medo, Pártia, Ária (oeste do Afeganistão), Drangiana, Aracósia (sul afegão), Báctria e Cítia.
Espitamenes, um senhor que governava uma região da Soguediana, traiu Besso em 329 a.C. e o entregou a Ptolemeu, um dos generais e amigos mais confiáveis de Alexandre. Besso foi então executado. Contudo, enquanto Alexandre estava em Jaxartes repelindo uma invasão de um exército nômade, Espitamenes levantou Soguediana em revolta. Alexandre pessoalmente comandou uma tropa e derrotou os citas na Batalha de Jaxartes e depois se moveu contra Espitamenes, derrotando-o na batalha de Gabai. Então, os próprios comandados de Espitamenes o assassinaram e buscaram a paz com os macedônios logo em seguida.

### Problemas e complôs

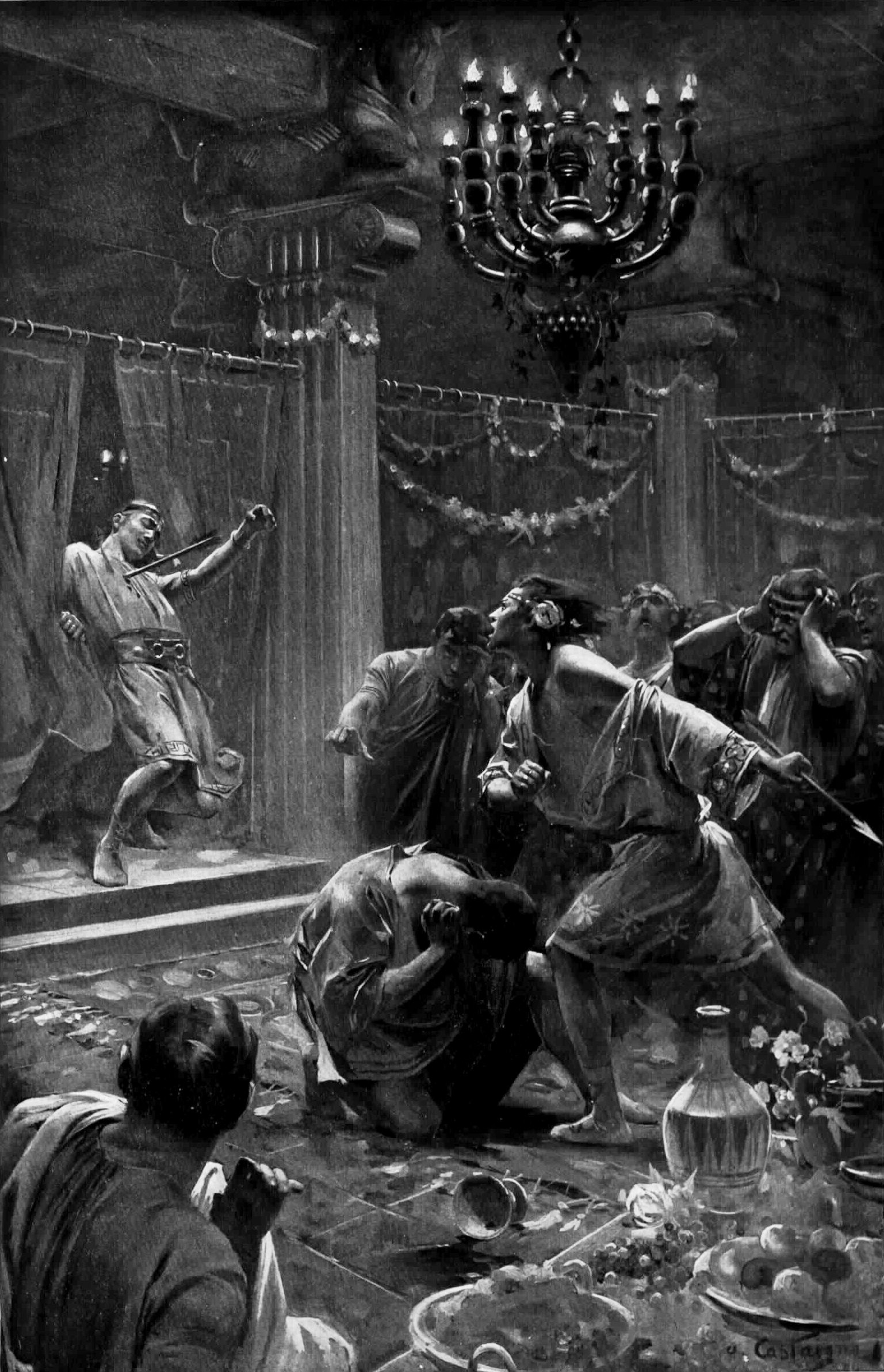
O assassinato de Clito.
Por André Castaigne, 1898 ou 1899

Durante a conquista final do Império Persa, Alexandre acabou adotando alguns elementos da cultura persa, como vestimentas e costumes na corte, mais notavelmente o prosquínese, que incluía o beijar de mãos ou a reverência, prostrando-se diante de alguém que é hierárquica e socialmente superior. Os gregos aceitavam tais bajulações apenas a deidades e acreditavam que Alexandre queria se declarar ele mesmo um deus. Muitos dos seus compatriotas acabaram por criticá-lo e então ele acabou abandonando estas práticas.
Por volta de 330 a.C., foi descoberto um complô contra Alexandre. Um dos seus oficiais, Filotas, foi executado por não avisar Alexandre de uma possível tentativa de assassinato. Filotas era filho do general Parménio, que estava em Ecbátana. Alexandre acabou por ordenar sua morte também. Em seguida ele ordenou a execução de Clito, um outro general, que era seu amigo e que havia salvado sua vida em Grânico. Os dois teriam brigado bêbados durante uma recepção em Maracanda (atual Samarcanda, no Uzbequistão). Clito teria acusado Alexandre de cometer diversos erros de julgamento e, especialmente, de ter esquecido o jeito macedônio em favor de um estilo de vida oriental corrupto.
Mais tarde, durante uma campanha na Ásia central, um segundo complô contra Alexandre foi revelado, instigado por seus próprios pajens. Seu historiador oficial, Calístenes de Olinto, foi implicado no complô. Ele foi morto logo em seguida vítima de tortura sistemática ou doença.

### A Macedônia na ausência de Alexandre
Quando Alexandre partiu para conquistar a Ásia, ele deixou o general Antípatro, um militar e político experiente e parte da "Velha Guarda" de Filipe II, no comando da Macedônia. A brutal destruição de Tebas garantiu que os gregos não se rebelariam em sua ausência. Não houve incidentes com a exceção de uma pequena revolta feita pelo rei espartano Ágis III em 331 a.C.. Antípatro o derrotou em batalha e o matou em Megalópolis. Os espartanos foram posteriormente perdoados por sua traição. Havia também muita tensão entre Antípatro e a mãe de Alexandre, Olímpia, com um reclamando ao rei a respeito do outro.
Em geral, a Grécia ficou em paz durante boa parte do reinado de Alexandre e prosperou com os espólios da campanha na Ásia. Alexandre enviava tesouros de volta para casa, estimulando a economia e o comércio pelo seu novo império, que agora ia desde as ilhas gregas até a região do Afeganistão na Ásia central. Contudo, os constantes pedidos por tropas de Alexandre e a migração de macedônios para outras regiões conquistadas para o império acabaram por enfraquecer a própria Macedônia, que, décadas após a morte de Alexandre, não teve como resistir à invasão romana.

## Campanha na Índia

### Incursões no subcontinente indiano

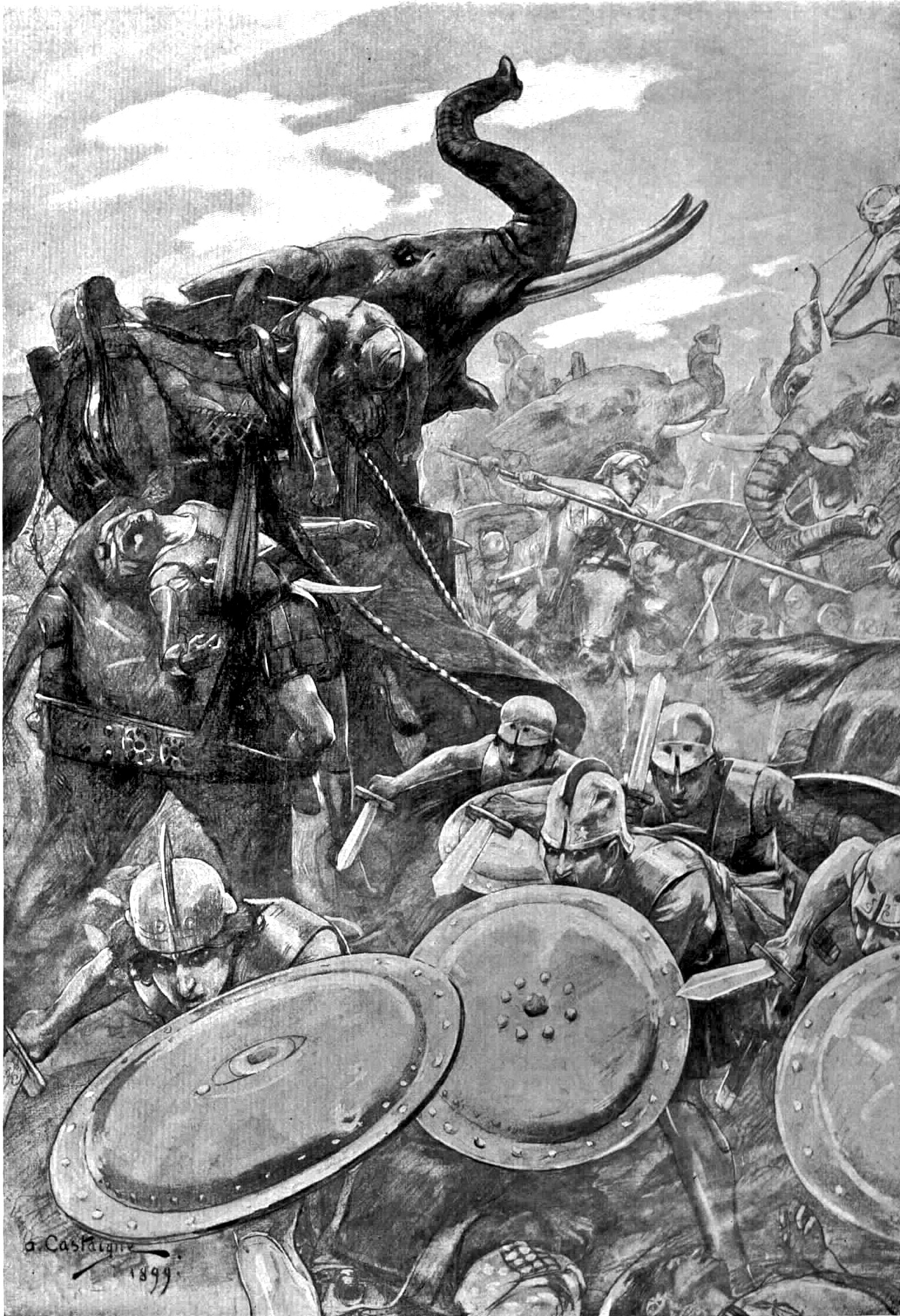
A falange atacando o centro das linhas inimigas durante a Batalha de Hidaspes.
Por André Castaigne, 1898 ou 1899

Após a morte de Espitamenes e o seu casamento com Roxana, que teve o objetivo de sedimentar sua relação com as novas satrapias, Alexandre focou seu olhar no subcontinente indiano. Ele convidou vários chefes tribais da antiga satrapia de Gandara, no agora norte do Paquistão, para vir até ele e se submeter a sua autoridade. Onfis, o governador de Taxila, cujo reino ia do rio Indo até ao rio Jelum, concordou, mas alguns chefes das tribos das montanhas, incluindo os dos aspásios e assacenos, na região norte da Índia, se recusaram. Onfis colocou o seu reino e suas tropas a disposição de Alexandre e também entregou vários presentes. Alexandre devolveu o título de rei a Onfis e lhe presenteou com roupas da Pérsia, ouro, ornamentos de prata, 30 cavalos e 1 000 talentos de ouro. Alexandre dividiu suas forças, enviando Onfis para ajudar Heféstio e Pérdicas para reconstruir as pontes sobre o rio Indo, a fim de manter suas tropas na vanguarda supridas. Onfis então recebeu o rei macedônio em sua casa em Taxila.
Nas campanhas seguintes dos macedônios, Taxiles enviou pelo menos 5 000 homens para apoiá-los. Esse apoio foi importante na sangrenta batalha do rio Hidaspes. A incursão contra o rei indiano Poro tinha como objetivo submeter parte da região de Utar Pradexe. Após a vitória em Hidaspes, Alexandre ordenou então que Onfis perseguisse Poro e quando este foi pego o rei macedônio lhe ofereceu termos favoráveis. Os dois líderes indianos permaneceram rivais e Alexandre teve que mediar as disputas entre eles. Taxiles continuou a ajudar os macedônios, dando-lhes suprimentos e equipamentos para a frota no rio Hidaspes, que em troca recebeu o governo de toda a região até o rio Indo. Quando Alexandre morreu (323 a.C.), Onfis reteve o seu poder e autoridade.
No inverno de 327/326 a.C., Alexandre liderou várias campanhas contra diferentes tribos e clãs indianos; como os aspásios no vale de Cunar, os gureanos nas marges do rio Panjcora e os assacenos no vales de Suate e Buner. Sangrentos confrontos foram travados com os aspásios. Mesmo com o próprio Alexandre sendo ferido em batalha, os aspásios foram derrotados. Alexandre partiu para enfrentar os assacenos, que lutaram para manter as cidades de Mássaga, Ora e Aornos. O forte em Mássaga foi tomado após um curto mas violento combate, onde Alexandre foi novamente ferido (no joelho). De acordo com o historiador Cúrcio, "não só Alexandre massacrou toda a população de Mássaga, mas ele também destruiu todos os prédios". Outro massacre aconteceu em Ora. Aornos (que havia recebido milhares de refugiados) foi o último foco de resistência na região. Alexandre sobrepujou os inimigos por lá também.
Foi logo após conquistar Aornos, que Alexandre cruzou o rio Indo e lutou a dramática batalha de Hidaspes, em 326 a.C., contra o rei Poro (que governava a região de Panjabe). Alexandre havia ficado impressionado com a coragem de Poro e o tornou um aliado. Ele o apontou como um sátrapa e até lhe deu mais território que ele outrora governava. Ter Poro, o rei mais importante da região, era crucial para ajudá-lo a controlar um lugar tão longe da sua base de poder na Macedônia. Alexandre ainda teve tempo de fundar duas cidades de lados opostos do rio Jelum, nomeando uma delas de Bucéfala, em honra ao seu cavalo que morrera naquele período (de velhice). A outra ficava em Niceia (Vitória), atualmente localizada perto da cidade de Mongue, no Panjabe.

### Revolta no exército

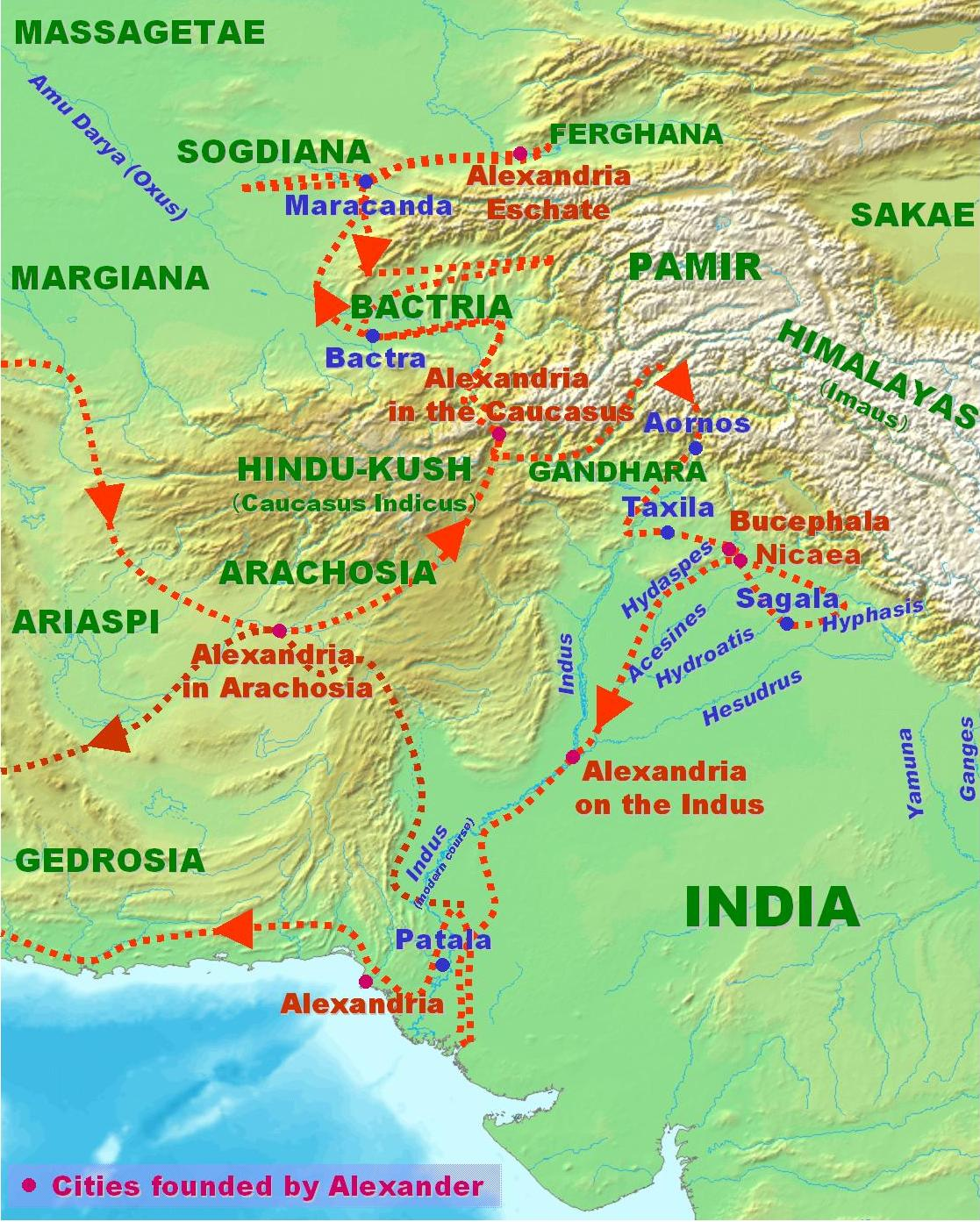
A invasão de Alexandre ao subcontinente indiano.

Ao leste do reino do rei Poro, próximo ao rio Ganges, estavam o Império Nanda de Mágada e mais a leste ainda estava os gangáridas (onde fica atualmente Bangladexe). Com medo do prospecto de invasões de exércitos do leste e exaustivas campanhas, várias unidades do exército de Alexandre se amotinaram nas proximidades do rio Beás, recusando-se a marchar mais para o leste. De fato este rio marcou a extensão máxima do Império de Alexandre Magno.
Para os macedônios, contudo, a sua luta contra Poro atenuou sua coragem e deteve seus avanços na Índia. Para ter dado tudo que tinham para dar para repelir o inimigo que tinham reunido apenas 20 000 soldados e 2 000 cavalos, eles violentamente se opuseram a Alexandre quando ele propôs continuar avançando para além do rio Ganges, a largura dos quais, como eles aprenderam, tinha 32 furlongs, suas profundidades eram de cem braças, enquanto suas margens eram defendidas por centenas de milhares de soldados e vários elefantes de guerra. Foi contado aos soldados macedônios que os reis dos ganderitas e présios estavam esperando com 8 000 de cavalaria, 200 000 combatentes de infantaria, 8 000 charretes e 6 000 elefantes.
Alexandre tentou persuadir os seus soldados a marchar com ele para o leste, mas seu general Ceno lhe implorou para que ele reconsiderasse e retornasse. Os homens, segundo ele, estavam querendo voltar para suas casas, ver seus pais, suas esposas, seus filhos e sua terra natal. Alexandre posteriormente concordou e marchou em direção ao sul, seguindo a margem do rio Indo. Ao longo do caminho ele enfrentou e derrotou uma força inimiga em Máli (atualmente chamada de Multan, no Paquistão) e ainda enfrentou algumas outras tribos indianas.
Alexandre enviou então boa parte do seu exército a Carmânia (atualmente sul do Irã) com o general Crátero e enviou uma frota para explorar a região do Golfo Pérsico, enquanto o próprio Alexandre levou o que sobrou das tropas sob seu comando de volta a Pérsia tomando a difícil rota ao sul através do deserto de Gedrósia e Macrão. Alexandre chegou em Susa em 324 a.C., mas havia perdido muitos soldados na travessia pelo deserto.

## Anos posteriores na Pérsia

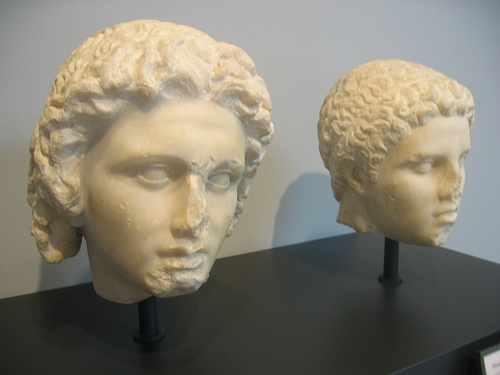
Na esquerda, busto de Alexandre. Na direita, o de Heféstio, seu companheiro e amigo.

Ao retornar do extremo oriente para a Pérsia, Alexandre ficou irritado ao saber que seus sátrapas e governadores militares haviam se comportado mal durante sua ausência. Ele então ordenou a execução de vários deles, para servirem de exemplo, enquanto ia até a cidade de Susa. Como um gesto de gratidão, o rei pagou as dívidas dos seus soldados e anunciou que ele mandaria de volta à Macedônia os veteranos mais velhos ou deficientes, liderados por Crátero. Suas tropas duvidaram de suas intenções e se amotinaram na cidade de Ópis. Eles se recusaram a partir e criticaram sua adoção de costumes e vestimentas persas, e ainda a adição de soldados e oficiais persas no seu exército e em unidades macedônias.
Após três dias, não capaz de persuadir seus homens a desistirem, Alexandre deu aos persas postos de comando no exército e conferiu a macedônios títulos militares nas unidades persas. Os soldados macedônios então pediram por perdão, que Alexandre aceitou, e então fez um grande banquete para milhares de seus homens, onde comeu junto com eles. Em uma tentativa de criar mais harmonia entre seus súditos persas e macedônios, Alexandre fez casamentos em massa dos seus oficiais graduados e outros nobres em Susa, mas muitos destes casamentos não duraram muito. Nesse meio tempo, Alexandre também descobriu que os guardas da tumba de Ciro II a haviam profanado e ordenou a execução deles.

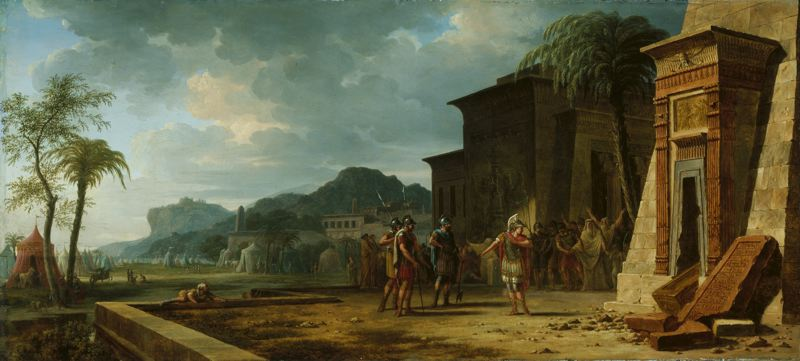
Pintura de Alexandre, o Grande na tumba profanada de.

Depois que Alexandre viajou para Ecbátana para recuperar boa parte do grande tesouro persa, seu grande companheiro, Heféstio, morreu (de doença ou envenenamento). Sua morte foi devastadora para Alexandre e ele ordenou uma cara e grandiosa pira funerária no meio da Babilônia para o amigo, além de ter decretado luto oficial.
Uma vez na Babilônia, Alexandre começou a planejar uma série de novas campanhas militares. Ele pretendia invadir a Arábia e talvez lançar uma incursão na Europa ocidental, mas sua morte prematura impediu que todos os planejamentos fossem adiante.

## Morte e sucessão
A 10 ou 11 de junho de 323 a.C., Alexandre morreu no antigo palácio do rei Nabucodonosor II, na Babilônia, aos 32 anos. Existem duas versões a respeito de sua morte. De acordo com Plutarco, cerca de quatorze dias antes de falecer, Alexandre deu uma festa ao almirante Nearco e passou aquela noite e a próxima bebendo. Ele teve então uma febre, que foi piorando até o ponto de não poder falar. Aos soldados comuns, ansiosos por causa da saúde do seu rei, foi permitido passar por ele silenciosamente e acenar. A segunda versão, de Diodoro, afirma que Alexandre passou a sofrer de fortes dores após tomar uma enorme porção de vinho, em uma festa a Héracles. Permaneceu fraco por onze dias; não teve febre e morreu depois de dias de agonia. Plutarco afirmou que esta última versão não seria verdade.

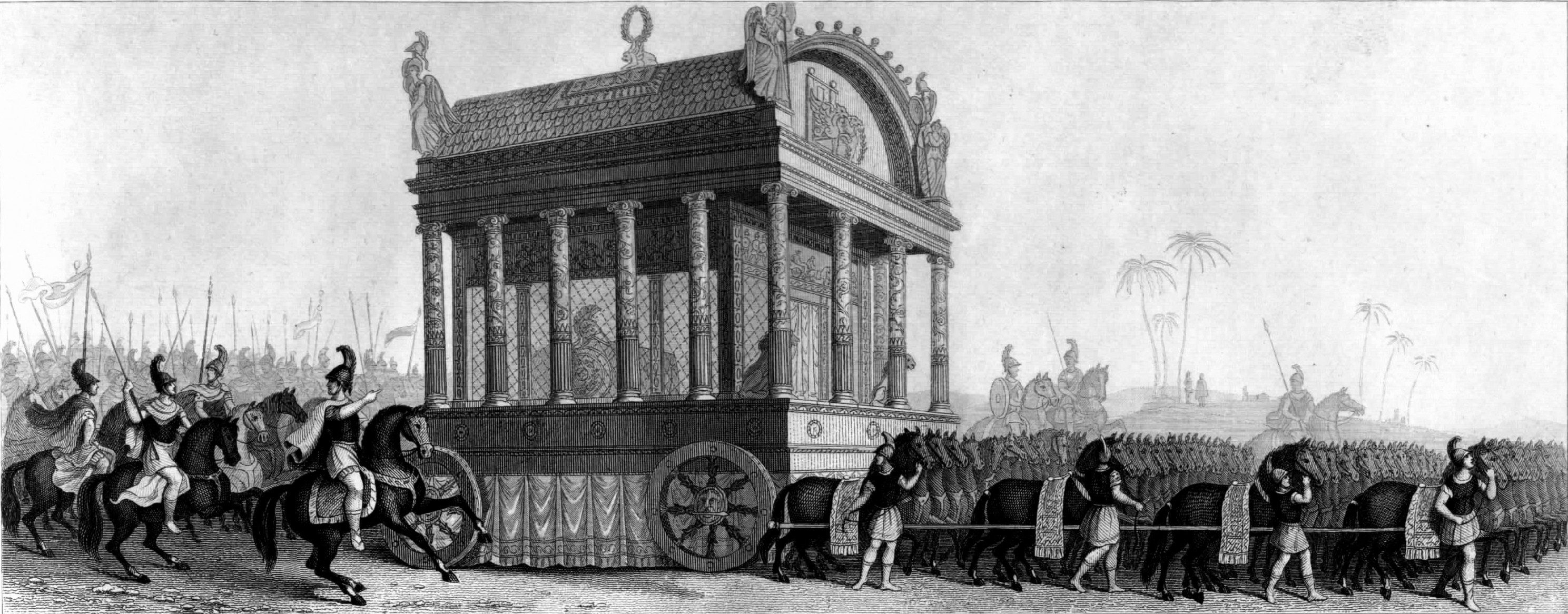
O enterro de Alexandre Magno.
Pintura do século XIX

Dada a propensão da aristocracia macedônia ao assassinato, conspirações circulam sobre as histórias de sua morte. Diodoro, Plutarco, Arriano e Justino, todos mencionam a possibilidade de Alexandre ter sido envenenado. Justino afirma que houve uma grande conspiração para envenená-lo, mas Plutarco nega isso, enquanto Diodoro e Arriano apenas mencionam essa possibilidade. Relatos afirmam que Antípatro poderia ser o líder do complô, pois havia sido dispensado da posição de vice-rei da Macedônia e estava de briga com Olímpia, mãe de Alexandre. Talvez tenha assumido que o fato dele ter sido convocado para a Babilônia poderia ser uma sentença de morte e resolveu agir. Antípatro teria então arquitetado o envenenamento com seu filho Iolas, que era o homem que servia os vinhos para Alexandre. Há quem sugira que até Aristóteles tenha participado.
Um argumento contra a teoria do envenenamento é que houve um espaço de doze dias entre o começo da doença e a morte; venenos que demorassem tanto para matar não estavam disponíveis na época. Contudo, em 2003, o Dr. Leo Schep da The New Zealand National Poisons Centre propôs em um documentário da BBC que sua morte pode ter sido causada por flores brancas de heléboro (Veratrum album), que são usadas como veneno. Em 2014, o Dr. Leo Schep publicou sua teoria no jornal médico Clinical Toxicology; em cujo artigo sugere que o vinho de Alexandre continha heléboro, uma planta conhecida pelos antigos gregos, que produzia sintomas similares aos que foram descritos no Romance de Alexandre. Envenenamento por heléboro demora e sugere-se que, se Alexandre realmente tenha sido envenenado, heléboro é a causa mais provável. Outra explicação para o envenenamento foi divulgada em 2010, quando foi proposto que as circunstâncias da sua morte eram compatíveis com envenenamento pela água do rio Estige (Mavroneri) que contém caliqueamicina, um composto perigoso produzido por uma bactéria.
Muitas causas naturais (doenças) foram sugeridas para a morte de Alexandre, incluindo malária e febre tifoide. Um artigo de 1998 da New England Journal of Medicine atribuiu sua morte a febre tifoide complicada por uma perfuração gastrointestinal e ascendente paralisia. Outra análise recente indica espondilite piogênica ou meningite. Os sintomas também são similares a outras doenças, incluindo pancreatite aguda e febre do Nilo Ocidental. Muitos dizem que a saúde geral de Alexandre havia declinado devido a anos de bebedeiras e feridas pelo corpo devido às batalhas. A agonia que Alexandre sentiu após perder seu grande amigo Heféstio, também lhe pode ter feito mal, segundo alguns.

### Após seu falecimento

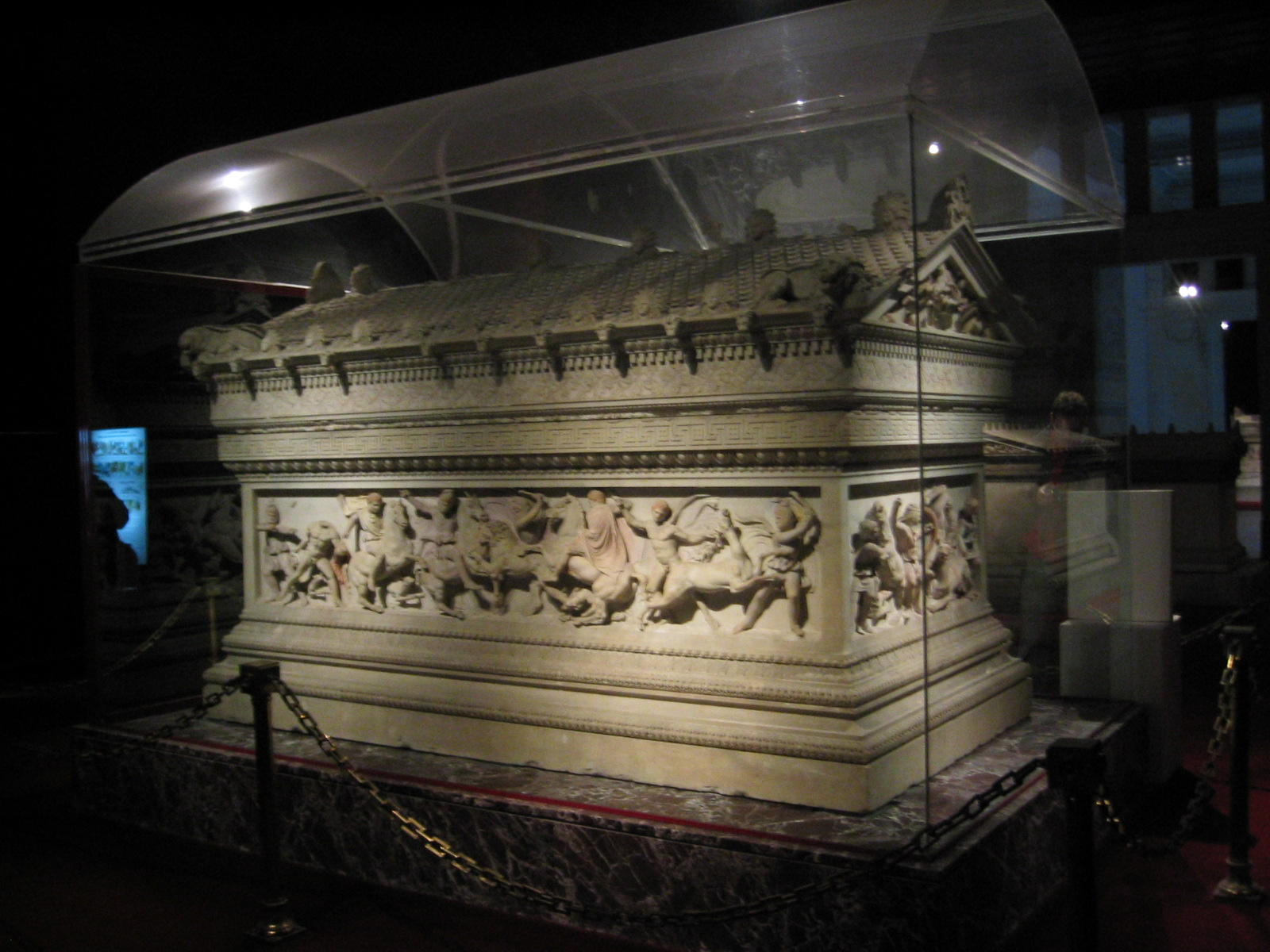
O sarcófago de Alexandre.

O corpo de Alexandre foi posto em um sarcófago antropoide de ouro que foi enchido com mel, o qual foi colocado em um caixão de ouro. De acordo com Eliano, um vidente chamado Aristandro teve uma visão da terra onde os restos de Alexandre deveriam descansar onde seria "feliz e invencível para sempre". Talvez, mais provavelmente, os sucessores podem ter visto que o local de enterro de Alexandre serviria como um símbolo de legitimidade, já que enterrar o rei que o antecedeu era uma prerrogativa real.
Enquanto o cortejo fúnebre de Alexandre ia até a Macedônia, Ptolomeu o pegou e levou o corpo temporariamente até Mênfis. Seu sucessor, Ptolemeu II, transferiu o sarcófago para Alexandria, onde permaneceu até o fim do período conhecido como Antiguidade Tardia. Ptolemeu IX, um dos últimos sucessores de Ptolomeu Sóter, substituiu o sarcófago de Alexandre com um de vidro para que ele pudesse converter o antigo em dinheiro. A recente descoberta de uma grande tumba no norte da Grécia, em Anfípolis, que data do tempo de Alexandre, pode significar que os macedônios tinham intenções de enterrá-lo mesmo em solo grego. Isso é plausível devido ao eventual destino da caravana do cortejo fúnebre de Alexandre.
Pompeu, Júlio César e Augusto visitaram a tumba de Alexandre Magno na cidade de Alexandria. Foi dito que Calígula teria tirado a armadura peitoral usada por Alexandre para seu próprio uso. O também imperador romano Septímio Severo fechou a tumba de Alexandre para visitação pública. Seu filho e sucessor, Caracala, um grande admirador, também visitou sua tumba durante o seu reinado. Após isso, a história do sarcófago de Alexandre ficou nebulosa.
O chamado "Sarcófago de Alexandre", descoberto próximo de Sidom (no Líbano) e agora em amostra no Museus Arqueológicos de Istambul, é chamado assim não necessariamente por suspeitas de ter os restos mortais de Alexandre, mas por causa dos baixos-relevos que mostram Alexandre e seus companheiros lutando contra Persas e caçando. Inicialmente acreditava-se que o sarcófago era na verdade de Abdalônimo (morto em 311 a.C.), o rei de Sidom nomeado por Alexandre imediatamente após a Batalha de Isso, em 331 a.C.. Contudo, mais recentemente, esta informação foi desacreditada.

### Divisão do Império

Os reinos divididos pelos Diádocos em : o Egito Ptolemaico (azul escuro), o Império Selêucida (amarelo), o Reino de Pérgamo (laranja) e a Macedônia (verde). Além, na esquerda, a República Romana (azul claro), o Império Cartaginês (roxo) e o Reino de Epiro (vermelho).

A morte de Alexandre foi tão repentina que quando a notícia chegou na Grécia, muitos não acreditaram. Alexandre não tinha um herdeiro legítimo imediato, já que sua esposa, Roxana, estava apenas grávida no período da sua morte. A criança, Alexandre IV, nasceu após o seu falecimento e veio também a falecer oito anos depois. De acordo com Diodoro, os companheiros de Alexandre perguntaram, no seu leito de morte, para quem ele deixaria o seu império gigantesco; sua resposta lacônica foi tôi kratistôi ("para o mais forte").
Arriano e Plutarco dizem que Alexandre não tinha condições de falar, implicando que a história do "para o mais forte" é apócrifa. Diodoro, Cúrcio e Justino oferecem um fim mais plausível, com Alexandre passando seu anel de sinete para Pérdicas, seu guarda-costas e líder de sua cavalaria pessoal, em frente a testemunhas, o que teoricamente o teria feito seu sucessor. Pérdicas não clamou pelo poder inicialmente, sugerindo que o filho de Alexandre com Roxana deveria ser o rei, com ele próprio, Crátero, Leonato e Antípatro como guardiões. Contudo, a infantaria macedônia, sob comando do general Meleagro, rejeitou esta ideia pois eles não teriam um papel a cumprir neste cenário. Em vez disso, eles apoiaram o meio irmão de Alexandre, Filipe Arrideu. Eventualmente, os dois lados se reconciliaram e depois do nascimento de Alexandre IV, ele e Filipe III foram nomeados como reis conjuntos, ainda que apenas no nome.
Dissensão e rivalidade afligiram os macedônios, contudo. As satrapias entregues por Pérdicas na Partição da Babilônia tornaram-se bases de poder de cada general para tentar conseguir mais poder. Após o assassinato de Pérdicas em 321 a.C., a unidade macedônica foi quebrada e seguiram-se quarenta anos de guerra entre "Os Sucessores" (diádocos) até que o mundo helênico alcançou certa estabilidade com uma divisão formal e prática: os Ptolemeus no Egito, os Selêucidas na Mesopotâmia e Ásia Central, os Atálidas na Anatólia e os Antígonos na Macedônia. Nesse meio tempo, tanto Alexandre IV e Filipe III foram assassinados.

### Testamento
Diodoro afirmou que Alexandre deixou instruções em escrito para Crátero algum tempo antes da sua morte. Crátero começou a executar alguns de seus comandos, mas os sucessores do seu império decidiram parar, afirmando que alguns dos pedidos eram impraticáveis e extravagantes. Ainda assim, Pérdicas leu o testamento de Alexandre para as suas tropas.
O texto do testamento dele pedia mais expansão territorial do império, indo para o sul e oeste do mediterrâneo, construção de monumentos e a união das populações do ocidente e do oriente. Também tinha:
- Construção de um monumento para a tumba do seu pai Filipe II, "que se equiparasse a grandeza das Pirâmides egípcias";[62]
- Construção de grandes templos em Delos, Delfos, Dodona, Dio, Anfípolis e de templos-monumentos de Atena a Troia;[62]
- Expansão militar e conquista da Arábia e de toda a bacia do Mediterrâneo;[62]
- Circunavegação da África;[62]
- Desenvolvimento de cidades e "transporte de populações da Ásia para a Europa e da Europa para a Ásia, com o objetivo de unir os continentes e criar unidade e amizade entre os povos por casamentos e laços familiares";[157]

## Características

### Comando

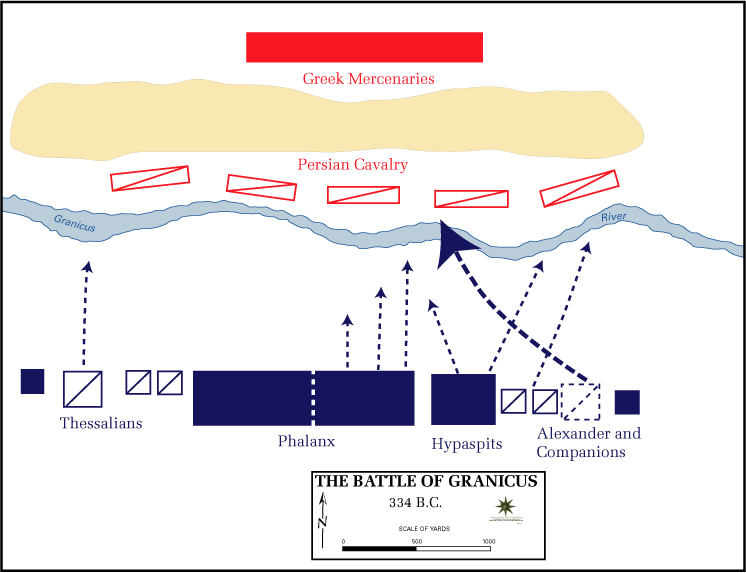
Esquema tático da Batalha do Grânico, em

Alexandre passou a ser chamado de "o Grande" (Mégas Aléxandros) devido ao seu sucesso sem paralelo como comandante militar. Ele nunca perdeu uma batalha, apesar de quase sempre estar em menor número. Conhecido por usar muito bem o terreno, sua infantaria pesada (as falanges) e táticas de cavalaria, contava com a obediência de suas tropas em suas táticas ousadas. A falange macedônica, armada com longas sarissas (de até seis metros), havia sido aperfeiçoada por seu pai, Filipe II, através de rigoroso treinamento, e Alexandre usou sua força, velocidade e manobrabilidade com grande efeito contra forças inimigas maiores, como a dos persas. Alexandre também conhecia o potencial de desunidade de exércitos diversificados, que continham diferentes línguas e armas. Ele era conhecido por participar pessoalmente das batalhas na linha de frente, à maneira dos reis macedônios.
Na sua primeira grande batalha na Ásia, em Grânico, Alexandre usou uma pequena parte das suas forças, aproximadamente 13 000 soldados de infantaria e 5 000 de cavalaria, contra uma força persa de 40 000 homens. Ele colocou as falanges no centro e a cavalaria e os arqueiros nos flancos, para igualar o tamanho das linhas persas, de aproximadamente 3 km. Em contraste, a infantaria persa ficava estacionada atrás de sua cavalaria. Isso garantiu que Alexandre não fosse flanqueado, enquanto sua falange tinha uma clara vantagem sobre as cimitarras e lanças curtas persas. As perdas macedônias foram muito pequenas, comparada com as persas.

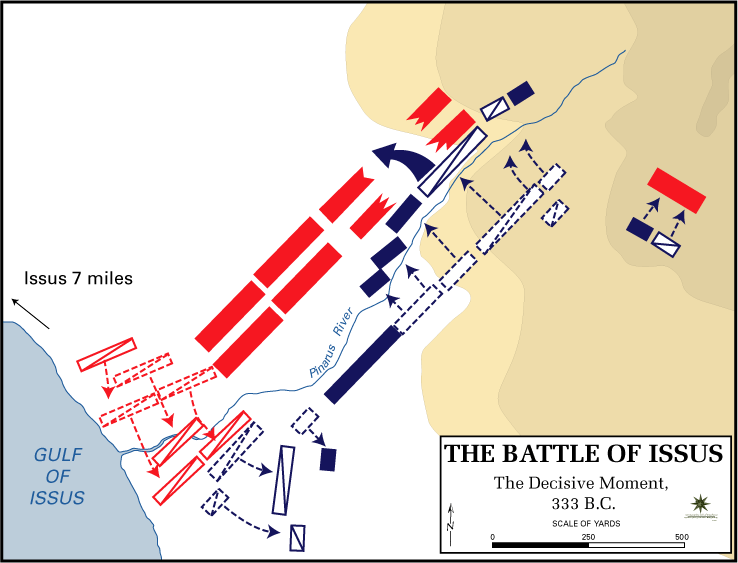
Esquema tático da Batalha de Isso, em

Na Batalha de Isso, em 333 a.C., seu primeiro confronto direto com Dario, dispôs suas forças da mesma maneira de Grânico e novamente ordenou que sua falange central avançasse na vanguarda. Alexandre pessoalmente comandou o ataque da infantaria, colocando em retirada o inimigo. Na batalha decisiva em Gaugamela, Dario dispôs várias bigas para quebrar as linhas das falanges. Alexandre dispôs suas tropas em linhas, com o centro avançando em um ângulo mais para frente, o que quebrou a coesão do ataque inicial das bigas, obrigando-as a saírem de formação. Assim, o centro das linhas de Dario foram quebradas e ele novamente teve que fugir para salvar a própria vida.
Quando enfrentou inimigos cujas táticas eram desconhecidas a ele, como na Ásia Central e na Índia, Alexandre rapidamente se adaptava ao novo cenário adverso e empregava novas táticas. Assim, em Báctria e Sogdiana, Alexandre usou lanceiros e arqueiros para impedir que o inimigo afobasse seus flancos, enquanto concentrava sua cavalaria no centro. Na Índia, quando confrontou o rei Poros e seus elefantes de guerra, os macedônios abriram suas linhas para envolver os elefantes e usavam suas sarissas para atacar os animais e os seus condutores.

### Aparência física

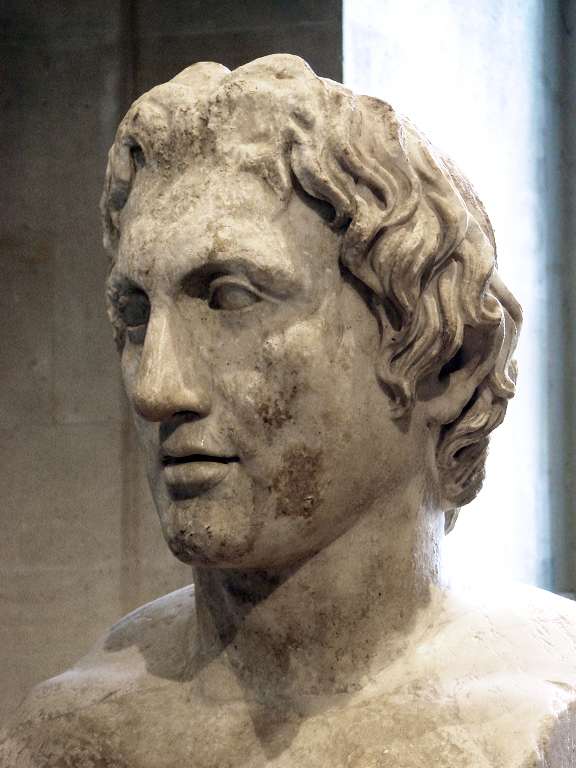
Alexandre, Busto feito pelo artista grego Lísipo. Plutarco afirmou que as esculturas de Lísipo eram as mais fiéis.
Atualmente no Museu do Louvre.

Segundo o biografo grego Plutarco (c. 46–120) descreveu a aparência de Alexandre como:
A aparência exterior de Alexandre é melhor representada pelas estátuas de Lísipo, e foi por apenas este artista que o próprio Alexandre achou que poderia modelar ele. Para estas particularidades que muitos dos seus sucessores e amigos iriam imitar, principalmente, o porte do pescoço, que era curvado ligeiramente para a esquerda, e o jeito nos olhos, o artista tinha observado muito bem. Apeles, contudo, quando o pintava, não reproduzia esta complexidade, mas o tornou mais escuro e moreno. Considerando que ele tinha pele clara, como dizem, essa clareza passou para vermelho no seu peito e face. Além disso, um odor muito agradável exalado de sua pele e que havia uma fragrância a respeito da sua boca e sua carne, de modo que suas vestes estavam cheios disso, isto estava escrito nas Memórias de Aristoxeno.
O historiador grego Arriano descreveu Alexandre como:

 Forte e belo comandante com um dos olhos escuros como a noite e o outro azul como o céu.
Em Romance de Alexandre é sugerido que Alexandre tinha heterocromia, com dois olhos de cores diferentes cada. O historiador britânico Peter Green descreveu assim a aparência de Alexandre, baseado em sua interpretação de documentos antigos:
Fisicamente, Alexandre não era atraente. Mesmo pelos padrões macedônios, ele era baixo, embora atarracado e resistente. Sua barba era escassa e ele se destacava dos outros nobres ao se apresentar sempre sem barba. Seu pescoço era de alguma forma torcido, de modo que ele parecia estar olhando para cima em um certo ângulo. Seus olhos (um azul e outro castanho) revelava uma orvalhada, uma qualidade feminina. Ele tinha uma alta compleição e uma voz ríspida.
Autores da antiguidade afirmavam que Alexandre gostava tanto dos seus retratos feitos por Lísipo que proibiu que outros escultores fizessem retratos dele. Lísipo usava normalmente o esquema contrapposto escultural para reproduzir Alexandre e outros personagens como Apoxiômeno, Hermes e Eros. As esculturas de Lísipo, famosas pela sua naturalidade, se opunham às poses rígidas e estáticas, e são creditadas como sendo as que melhor oferecem uma ideia de como Alexandre era.

### Personalidade

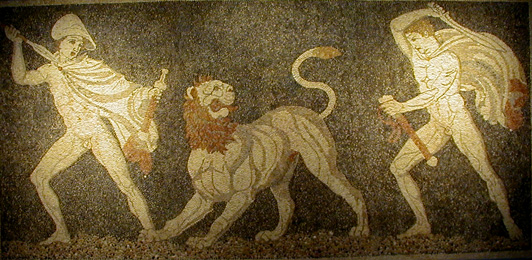
Alexandre (esquerda) lutando contra um leão-asiático com seu amigo Crátero.
Mosaico no museu de Pela

Alexandre herdou uma personalidade forte dos seus pais. Sua mãe tinha grandes ambições e encorajava o filho a acreditar que o destino dele era conquistar o Império Persa. A influência de Olímpia incutiu o senso de destino nele, e Plutarco afirmou que "manteve seu espírito sério e sublime com o passar dos anos". Contudo, seu pai, Filipe II, era a principal influência e modelo para Alexandre, enquanto ele observava o pai ir em campanha atrás de campanha em sua infância, conquistando várias vitórias, ignorando ferimentos. A relação pai e filho era competitiva no lado da personalidade; ele precisava sempre superar o pai, as vezes mostrando um comportamento impulsivo demais em batalha.
De acordo com Plutarco, um dos traços mais importantes de Alexandre era seu temperamento violento e imprudente, impulsivo por natureza, o que contribuiu para o seu mecanismo de tomar decisões. Apesar de Alexandre ser teimoso e obstinado, ele não respondia bem as ordens do pai, mas era aberto ao debate. Ele tinha um lado mais calmo-perceptivo, logico e calculista. Ele tinha um desejo por conhecimento, amor por filosofia e era um ávido leitor. Ele ganhou esses interesses através de seu tutor, Aristóteles. Alexandre era inteligente e aprendia rápido. Sua inteligência e lado racional era demonstrado em suas habilidades e sucesso como general. Ele tinha muito autocontrole com os "prazeres do corpo", mas era propenso a beber muito álcool sem qualquer controle.
Alexandre era erudita e um entusiasta e apadrinhador das artes e ciências. Contudo, tinha pouco interesse por esportes ou pelos Jogos Olímpicos (ao contrário do pai), buscando apenas a ideia Homérica de honra (timê) e glória (kudos). Possuía muito carisma e uma personalidade forte, características que fizeram-no um grande líder. Sua habilidade única é demonstrada pela inabilidade que outros generais macedônios tiveram em unir o país e manter o império após sua morte (algo que Alexandre não teve muita dificuldade de fazer em vida).
Durante seus últimos anos de vida, e especialmente após a morte do amigo Heféstio, Alexandre começa a exibir sinais de megalomania e paranoia. Seus feitos extraordinários, somado ao seu inefável senso de destino e a bajulação de seus companheiros, podem ter contribuído para este efeito. Seus delírios de grandeza ficam óbvios em seu testamento e seu desejo de conquistar o mundo contribuiu para esta conclusão de que sua ambição não tinha limites.
Acredita-se que ele também passou a se ver como uma divindade, ou ao menos ele parecia querer tentar se divinizar. Olímpia constantemente lhe dizia que ele era filho de Zeus, uma teoria que foi reforçada por um oráculo de Amom em Siuá. Ele começa a se identificar como filho de Zeus-Amom. Alexandre adotou elementos da vestimenta e costumes persas em sua corte, mais notavelmente a prosquínese, o que levou a desaprovação de muitos macedônios, os quais relutavam em imitar. Esse comportamento lhe fez perder a simpatia de muitos dos seus compatriotas. Contudo, Alexandre também era um governante pragmático que entendia as dificuldades de reinar sobre povos com culturas tão diferentes. Muitos reinos conquistados tinham a cultura de cultuar seus reis como deuses. Assim, alguns acreditam que seu comportamento não era necessariamente apenas de megalomania, mas talvez uma tentativa prática de fortalecer seu reinado e manter o império unido.

### Relações pessoais

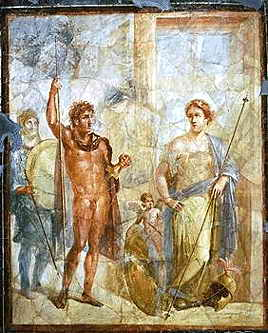
Casamento de Alexandre com Barsine (Estatira) em. Os dois estão vestidos como Ares e Afrodite.
Mural em Pompeia

Alexandre foi casado três vezes: com Roxana, filha do nobre Oxiartes de Báctria (um casamento realizado por relações amorosas); e com as princesas Estatira II, filha de Dario III, e Parisátide (casamentos por razões políticas). Acredita-se que tenha tido dois filhos, Alexandre IV (nascido de Roxana) e, possivelmente, Héracles (que teria nascido de sua amante, Barsina). Ele teria tido outro filho com Roxana, porém ela sofreu de um aborto espontâneo na Babilônia.
Alexandre tinha um relacionamento muito próximo com seu amigo, general e guarda-costas Heféstio, que era filho de um nobre macedônio. A morte de Heféstio foi devastadora para Alexandre. Este evento pode ter impulsionado o declínio da saúde física e emocional de Alexandre nos últimos meses da sua vida.
A sexualidade de Alexandre é assunto de muita especulação e controvérsia. Nenhuma fonte da antiguidade relata que Alexandre tinha uma relação homossexual com algum homem, ou se a relação dele com Heféstio era sexual. Eliano, contudo, escreveu sobre a visita de Alexandre a Troia onde ele afirma que o rei se via como Aquiles e Heféstio como Pátroclo, sendo que estes personagens possivelmente eram amantes. Eliano diz que Alexandre pode ter sido bissexual, o que na sua época não era algo tão controverso.
O historiador Peter Green afirma que também não há muitas fontes que demonstrem Alexandre tinha muito interesse por mulheres (ele não produziu um herdeiro até ficar mais velho). Contudo, ele morreu relativamente jovem (aos 32 anos), e Ogden sugere que a vida matrimonial de Alexandre era mais impressionante que a do pai, para a sua idade.
Além das esposas, Alexandre também teve várias amantes. De fato, ele tinha um harém de mulheres disponíveis (tais como os reis persas), mas não as visitava tão frequentemente, mostrando auto-controle com os "prazeres do corpo". Ainda assim, Plutarco descreve que Alexandre era devoto à esposa Roxana, não se forçando em cima dela. Green sugere que, no contexto da época, Alexandre forjou várias amizades relativamente fortes com mulheres, incluindo Ada de Cária, a qual o adotou como filho, Taís de Atenas, amante de Ptolomeu e com quem Alexandre pode ter tido um relacionamento mais íntimo, e inclusive até a mãe do seu antigo inimigo Dario, Sisigambis, que teria morrido devido à tristeza profunda que sentiu ao ouvir que Alexandre havia falecido.

## Legado

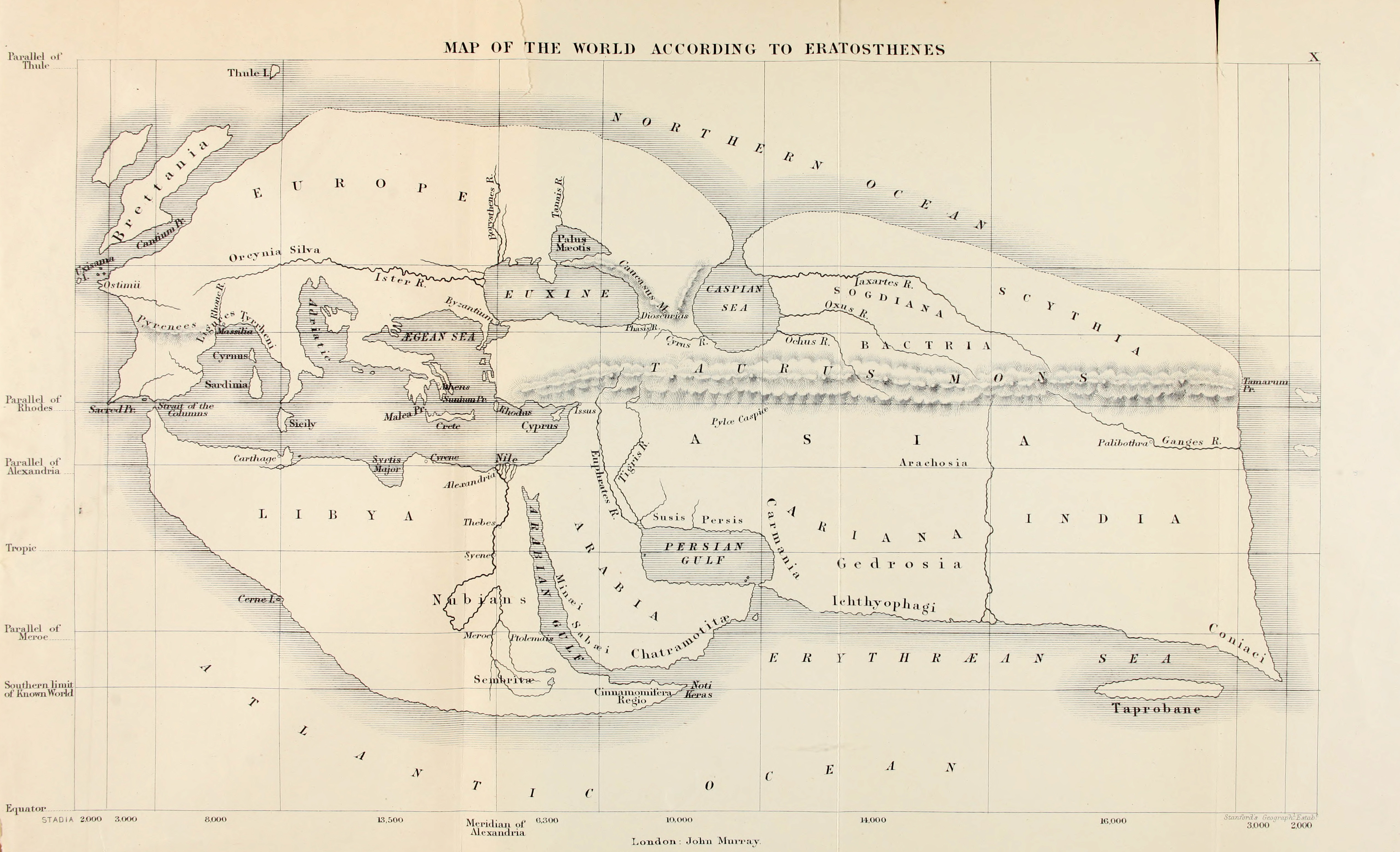
Visão helênica do mundo pós-Alexandre: mapa do mundo antigo por Eratóstenes, com informações incorporadas das campanhas de Alexandre e seus sucessores.

O legado de Alexandre vai além de suas habilidades como comandante militar. Suas campanhas aumentaram os contatos e o comércio entre o Ocidente e o Oriente, e vastas áreas orientais foram expostas à civilização grega e sua influência. Algumas cidades que ele fundou se tornariam grandes centros culturais, com muitas sobrevivendo até o século XXI. Seus cronistas registraram valiosas informações durante suas marchas, enquanto os gregos passaram a ter a noção de que eles pertenciam a um mundo maior que o Mediterrâneo.

### Reinos helênicos
Talvez o maior legado imediato de Alexandre foi a introdução de um governo macedônio para grandes faixas da Ásia. No período da sua morte, seu império se estendia da península Balcânica até ao subcontinente indiano, somando mais de 5,2 milhões de km², e era o maior império de sua época. Muitas destas áreas permaneceram sob poder ou influência macedônia ou grega pelos próximos 200–300 anos. Os estados sucessores que emergiram após a sua morte, pelo menos inicialmente, permaneceram a força dominante da região e nos 300 anos seguintes ofereceram ao mundo o chamado "período helenístico".
As fronteiras orientais do império de Alexandre começaram a entrar em colapso ainda durante a sua vida. Contudo, o vácuo de poder deixado no noroeste do subcontinente indiano com sua morte deu a oportunidade de ascensão de uma das mais poderosas dinastias indianas da antiguidade. O governante Chandragupta Máuria (referido em fontes gregas como Sandrócoto), de origem relativamente humilde, tomou controle da região de Panjabe, e se tornou a base de poder do subsequente Império Máuria.

### Fundação de cidades

Planta de Alexandria, por volta de

Durante o curso de suas conquistas, Alexandre fundou mais de vinte cidades com seu nome, a maioria a leste do rio Tigre. A primeira (e a maior), na verdade, foi a própria Alexandria do Egito, que se tornou uma das grandes cidades do Mediterrâneo. Estas cidades normalmente ficavam em importantes rotas comerciais ou boas posições defensivas. No início, elas devem ter sido bem inóspitas, um pouco mais do que grandes quartéis. Após a morte de Alexandre, muitos dos gregos que foram assentados lá resolveram voltar para suas regiões de origem. Contudo, nos séculos seguintes, muitas das Alexandrias prosperaram, com elaborados prédios públicos e populações crescentes, que incluía gregos e habitantes de povos nativos da região.

### Helenização
O termo helenização foi cunhado pelo historiador alemão Johann Gustav Droysen para denotar a expansão pelo mundo da língua, cultura e população grega para além das regiões do Império Aquemênida após as conquistas de Alexandre. Que essa exportação de cultura aconteceu é inquestionável e pode ser visto nas grandes cidades helênicas como, por exemplo, Alexandria, Antioquia e Selêucia (ao sul da atual Bagdá). Alexandre queria inserir elementos gregos na cultura persa e tentou hibridizá-la com a cultura grega. Isso fazia parte dos seus esforços de homogenizar a Ásia e a Europa. Contudo, seus sucessores rejeitaram estas ideias. Ainda assim, a helenização se espalhou pela região, acompanhada por uma distinta e oposta orientalização dos Estados sucessores.
O coração da cultura helênica ficava em Atenas.  O relacionamento dos homens de toda a Grécia no exército de Alexandre levou ao crescimento do dialeto comum grego (o "Koiné"). O koiné se espalhou pelo mundo helênico, se tornando a língua franca das terras helênicas e, posteriormente, o antepassado do grego moderno. Além disso, planejamento urbano, educação, governo local e a arte no período helênico foram todas baseadas nos ideais da Grécia clássica, evoluindo em novas formas distintas de helenístico. Aspectos da cultura helênica ainda eram evidentes nas tradições do Império Bizantino em meados do século XV.

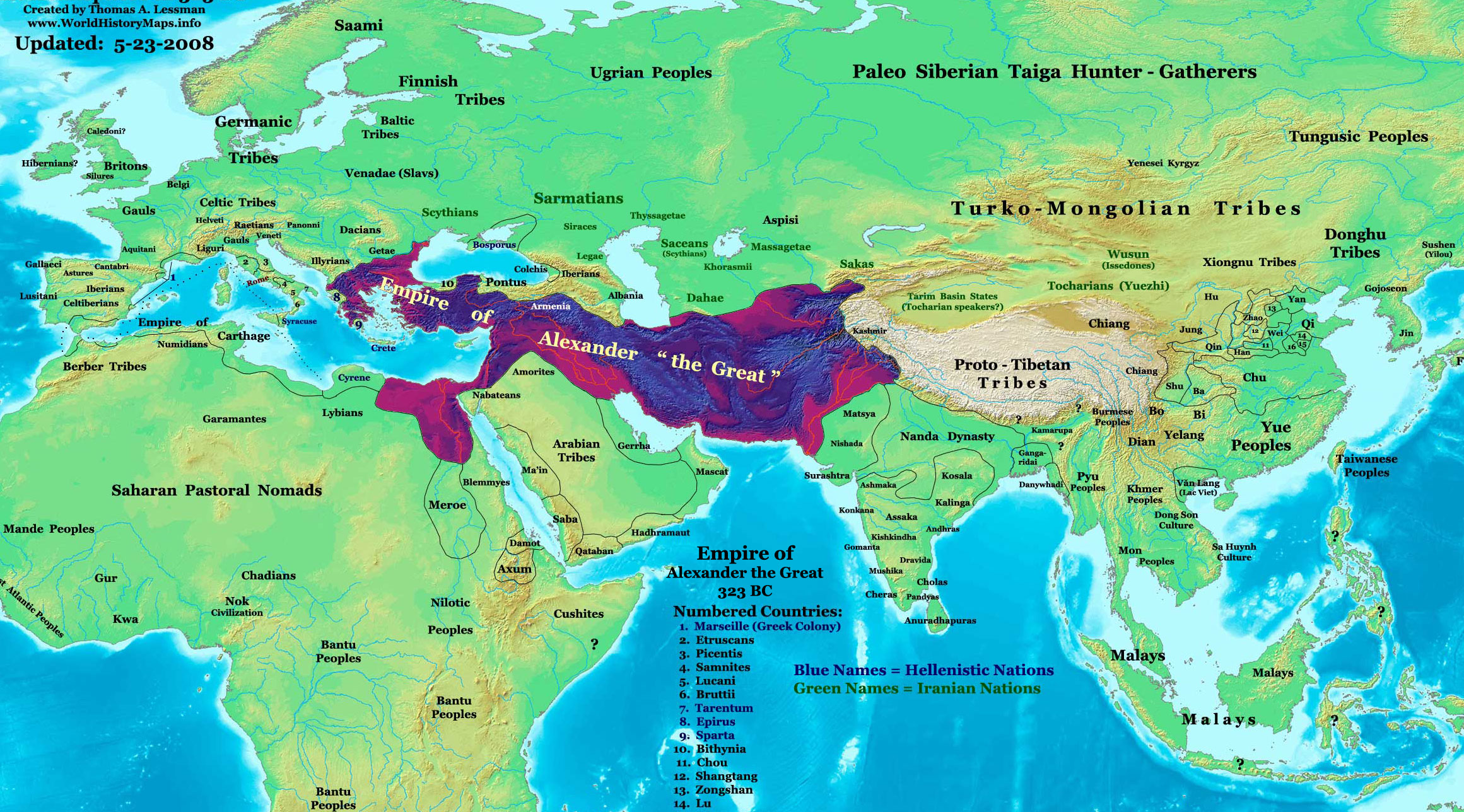
O império que Alexandre forjou foi o maior do seu tempo, cobrindo cerca de 5,2 milhões de km².

Alguns dos principais efeitos da helenização pode ser visto no Afeganistão e na Índia, especialmente na região do Reino Greco-Báctrio (250 a.C.-125 a.C.) que englobava os territórios afegão, paquistanês e tajiquistanês, além também do Reino Indo-Grego (180 a.C.–10 d.C.), nos territórios afegão e indiano. Na nova "rota da Seda" a cultura grega hibridizou com a indiana, especialmente com a cultura budista. O resultado do sincretismo conhecido como greco-budismo teve muitas influências no desenvolvimento da cultura budista em geral e criou também uma nova cultura de arte greco-budista. Os reinos greco-budistas enviaram os primeiros missionários budistas à China, ao Sri Lanka e até ao Mediterrâneo. Algumas das primeiras e mais influentes imagens de Gautama Buda apareceram neste período; talvez modelados igual a Apolo. Várias tradições budistas podem ter sido influenciadas pelas religiões da Grécia Antiga: o conceito de Bodisatva é uma reminiscência de heróis divinos gregos, e algumas práticas cerimoniais maaianas (a queima de incenso, flores como presentes e comida nos altares) são similares as práticas dos antigos gregos, contudo práticas similares também eram vistas em povos nativos. Um rei grego em particular, Menandro I, provavelmente se tornou budista e foi imortalizado nas escrituras 'Milinda'.
O processo de helenização intensificou o comércio entre o ocidente e o oriente. Por exemplo, instrumentos astronômicos gregos datados do século III antes de cristo foram encontradas na cidade greco-bactriana de Ai-Khanoum, no moderno Afeganistão, enquanto o conceito grego de terra redonda cercada de planetas igualmente redondos contrastava com a crença cosmológica de uma terra esférica com planetas em órbita elipsoide.

### Influência sobre Roma

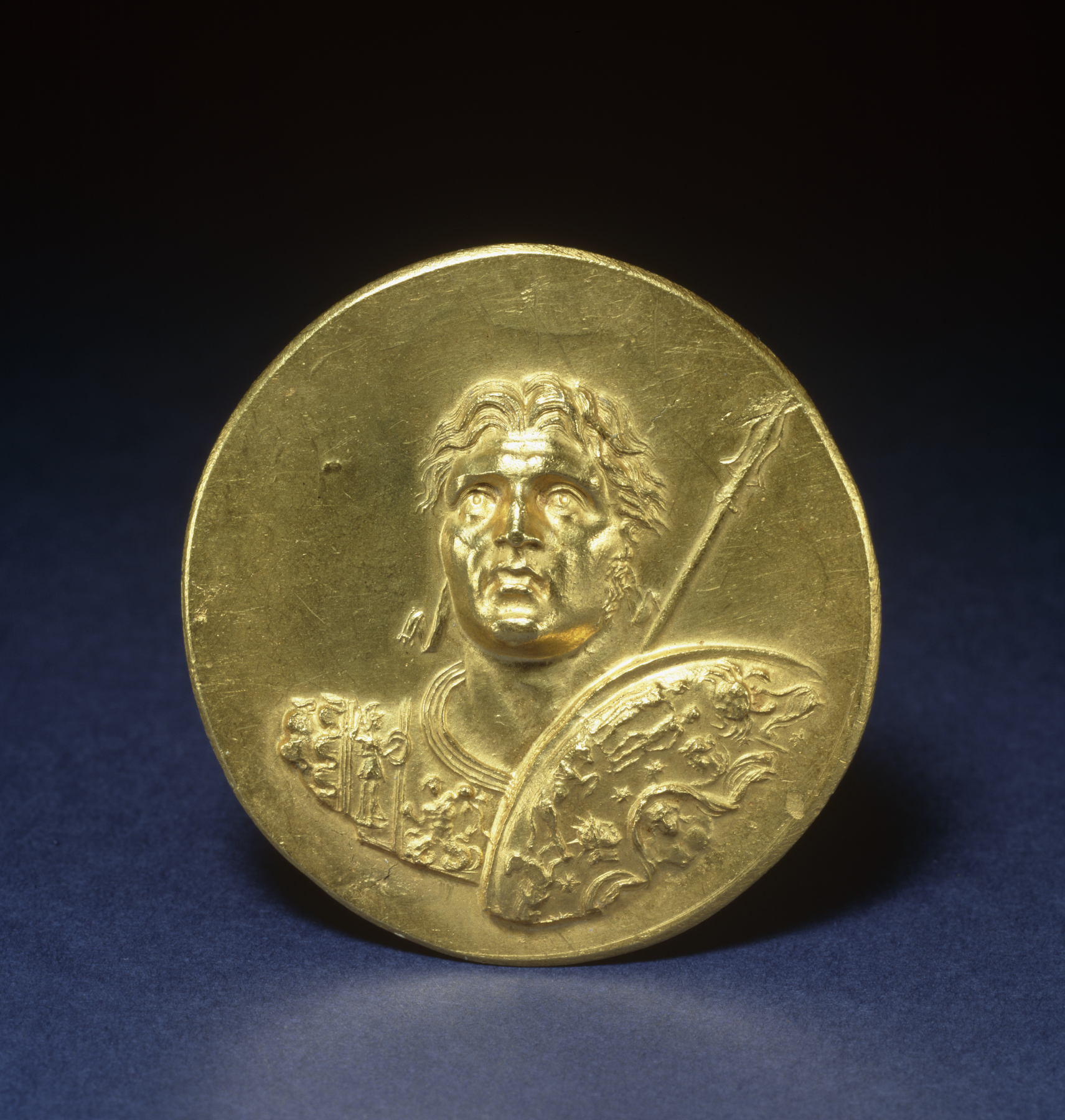
Um medalhão feito na época do Império Romano, demonstrando a influência de Alexandre nos romanos.

Alexandre e suas façanhas eram admirados por muitos romanos, especialmente generais, que queriam se associar com seus feitos. Políbio começou sua obra Histórias relembrando aos romanos os feitos de Alexandre. Muitos líderes políticos e militares romanos se comparavam com Alexandre Magno, usando-o como modelo. O general e cônsul Pompeu também adotou o epíteto "Magno" ("Grande") e até tentou copiar o estilo de cabelo de Alexandre. Ele ainda costumava usar uma capa vermelha, assim como Alexandre, como um sinal de grandeza.
Júlio César chegou a construir uma estátua equestre de bronze em honra a Alexandre mas depois substituiu sua cabeça pela dele próprio, enquanto o imperador Augusto chegou a visitar a tumba dele em Alexandria. Trajano também admirava muito Alexandre, assim como Nero e Caracala. Os Macrianos, uma família romana que sob a liderança de Macrino rapidamente ascendeu ao trono imperial romano, usava roupas que lembravam Alexandre e também tinha várias peças dele.
Por outro lado, alguns escritores romanos, particularmente na era republicana, usavam Alexandre como um conto preventivo de como tendências autocráticas podem ser colocadas em xeque com valores republicanos romanos. Mas na maioria dos casos, Alexandre era retratado como um exemplo de líder com valores como "amizade" (amicita) e "clemência" (clementia), mas também "raiva" (iracundia) e "excesso de desejo de glória" (cupiditas gloriae).

### Lenda
Relatos lendários cercaram a vida de Alexandre, provavelmente encorajados por ele mesmo. Seu historiador cortesão Calístenes retratou o mar na Cilícia como desenhado de volta para ele em prosquínese. Escrevendo logo depois da morte de Alexandre, outro participante, Onesícrito de Astipaleia, inventou um cortejo entre Alexandre e Taléstris, a mítica rainha das Amazonas. Quando Onesícrito leu esta passagem para seu patrão, o general de Alexandre e depois rei Lisímaco relatadamente brincou, "Eu me pergunto onde estava naquele momento".
Nos primeiros séculos da morte de Alexandre, provavelmente em Alexandria, certa quantidade de material lendário foi agrupado em um texto conhecido como o Romance de Alexandre, depois falsamente atribuído a Calístenes e portanto conhecido como "Pseudo-Calístenes". Este texto sofreu numerosas expansões e revisões através da Antiguidade e Idade Média, contendo muitas histórias dúbias, e foi traduzido em numerosas línguas.

### Legado na Antiguidade e na cultura moderna

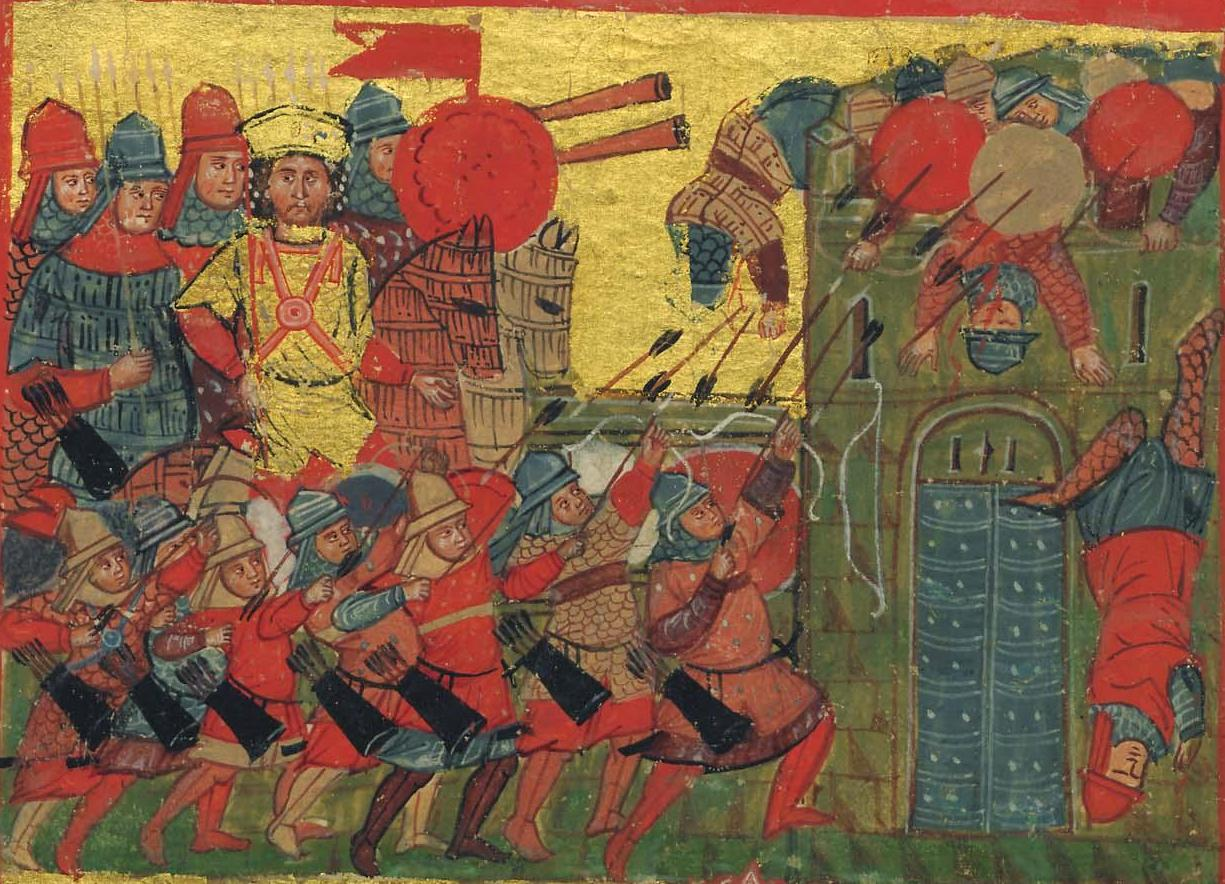
Alexandre, o Grande em um manuscrito bizantino do século XIV.

Os feitos de Alexandre, o Grande e o seu legado são retratados em diversas culturas. Alexandre está na cultura popular desde sua era até os dias atuais. O Romance de Alexandre, em particular, teve um impacto profundo sobre a forma como o rei macedônio é retratado nas culturas, da Pérsia até a da Europa medieval até a Grécia Moderna.
Alexandre já considerava a si mesmo como o "Rei da Ásia" logo após sua vitória em Isso, um conceito fortalecido após seus sucessos posteriores. Nos documentos babilônios, ele era referido como o "Rei do Mundo" (já que "Rei da Ásia" não tinha significado na geografia pelos habitantes da Babilônia). Alexandre também é chamado de Cosmocrátor (kosmokrator, "governador do mundo") na obra Romance de Alexandre.
Alexandre é figura presente no folclore da Grécia moderna, mais do que qualquer outra figura histórica. A forma coloquial do seu nome em grego moderno ("O Megalexandros") é um nome familiar. Santo Agostinho, no seu livro A Cidade de Deus, reafirmou a parábola de Cícero que mostrava Alexandre, o Grande era pouco mais do que um líder de um bando de ladrões:

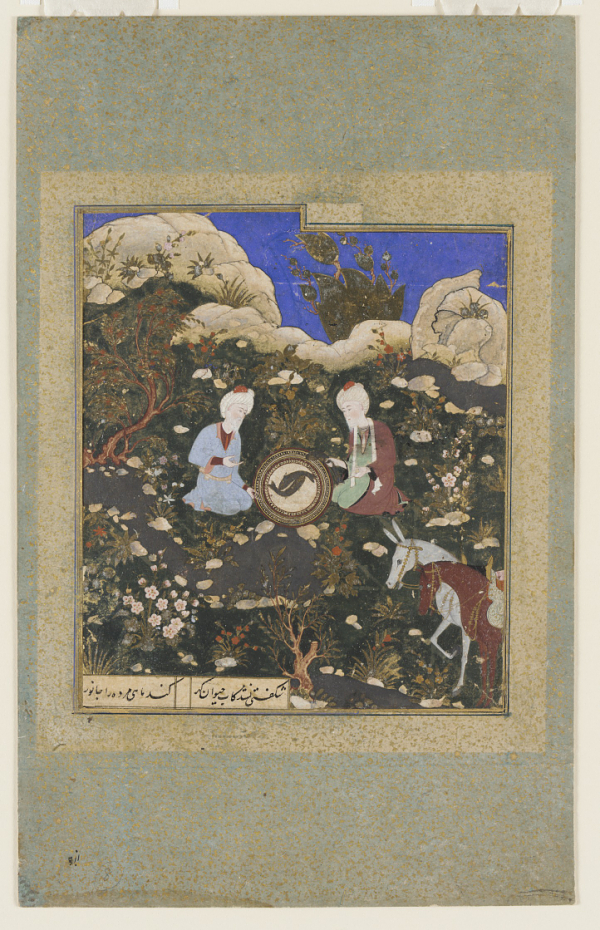
Imagem persa pós-islâmica mostrando Khidr e Alexandre olhando a Água da Vida reviver um peixe salgado.

"E então se a justiça for deixada de fora, o que são reinos além de um bando de ladrões? Pois o que são um bando de ladrões, se não pequenos reinos? O grupo também é um bando de homens governados por ordens de um líder, ligados por um pacto social, e seu espólio é dividido de acordo com uma lei que concordaram. Por repetidamente adicionar homens desesperados, essa praga cresce ao ponto de controlar territórios e estabelecer um local fixo, controlando cidades e subjugando pessoas, em seguida, mais conspicuamente assume o nome de reino e então este nome é dado abertamente a ele, não por qualquer subtração de cupidez, mas pela adição de impunidade. Pois foi uma elegante e verdadeira resposta que fez Alexandre o Grande por um certo pirata que ele havia capturado. Quando o rei perguntou o que ele estava pensando, que ele deveria molestar o mar, ele respondeu com uma independência desafiadora: 'O mesmo que você quando você molesta o mundo! Já que eu faço isso de um pequeno navio eu sou chamado de pirata. Você o faz com uma grande frota e te chamam de imperador'".
Na literatura em persa médio pré-islâmica, Alexandre é referido pelo epíteto gujastak, que significa "amaldiçoado", e ele foi acusado de destruir templos e queimar documentos sagrados do zoroastrismo. No Irã islâmico, sob influência da obra Romance de Alexandre (em persa: اسکندرنامه; lit.  "Iskandarnamah "), uma visão mais positiva de Alexandre emerge. Em Épica dos Reis de Ferdusi cita Alexandre na linhagem de legítimos xás (governantes) do Irã, uma figura mítica que explorou até os cantos do mundo em busca da "fonte da juventude". Escritores persas posteriores associaram ele com filosofia, o retratando como figuras conhecidas como Sócrates, Platão e Aristóteles, na busca por imortalidade.
Na versão siríaca de o Romance de Alexandre o retratam como um conquistador cristão ideal que rezava ao "verdadeiro Deus". No Egito, Alexandre é retratado como um filho de Nectanebo II, o último faraó antes da conquista do país pela Pérsia. A derrota que Alexandre infligiu ao rei Dario III é relatado como a salvação do Egito.
A figura de Dhul-Qarnayn (literalmente "Aquele de dois chifres") mencionado no Corão é acreditado por acadêmicos como uma representação de Alexandre, devido aos paralelos com a obra Romance de Alexandre. Nesta tradição, ele era uma figura histórica que construiu uma muralha para defender contra as nações de Gogue e Magogue. Ele então viajou o mundo em busca da 'Água da Vida e Imortalidade', eventualmente se tornando um profeta.
Nas línguas hindi e urdu, o nome "Sikandar", que deriva do persa, denota o surgimento de um jovem talento. Na Europa medieval, ele é membro dos "Nove da Fama", um grupo de heróis que encapsulavam todas as qualidades ideais de cavalheirismo.

## Historiografia
Além de poucas inscrições e fragmentos, textos escritos por contemporâneos de Alexandre, que o conheceram pessoalmente, ou pelos que tomaram como base relatos diretos de seus subordinados estão todos perdidos. Entre os contemporâneos que escreveram os feitos de sua vida estão o historiador das campanhas de Alexandre, Calístenes; os generais Ptolomeu e Nearco; Aristóbulo, um jovem oficial; e ainda Onesícrito, um timoneiro de Alexandre. A maioria do trabalho deles foi perdido com o tempo, mas pesquisas feitas na antiguidade em cima destas fontes sobreviveram. Um dos primeiros historiadores não contemporâneos a escrever sobre Alexandre, citando como fonte trabalhos de pessoas que conheceram ele, foi Diodoro Sículo (século I a.C.), seguido por Quinto Cúrcio Rufo (no século I), Arriano (século I e II), o biografo Plutarco (século I e II), e finalmente Marco Juniano Justino, cujo trabalho foi feito no século IV. Destes, os relatos de Arriano são geralmente considerados os mais confiáveis, já que ele usou textos de Ptolomeu e Aristóbulo como fonte. Diodoro também é citado como uma ótima fonte dos fatos.